# Shinkansen Serie E5/H5
Los trenes Shinkansen Serie E5 (E5系 E5-kei?) y Shinkansen Serie H5 (H5系 H5-kei?) son dos tipos de trenes de alta velocidad japoneses muy similares entre sí, construidos por Hitachi Rail y Kawasaki Heavy Industries.
La Serie E5 es operada por East Japan Railway Company (JR East), y se introdujo en los servicios Tōhoku Shinkansen el 5 de marzo de 2011 y en los servicios Hokkaidō Shinkansen el 26 de marzo de 2016. Hay pedidos un total de 59 composiciones de 10 coches, con tres de ellas en servicio a tiempo para el inicio de los nuevos servicios Hayabusa para Shin-Aomori en marzo de 2011.
La Serie H5, un derivado de la Serie E5 preparado para climas más fríos, es operada por JR Hokkaidō (JR Hokkaido), y ha estado en uso en los servicios Tohoku y Hokkaido Shinkansen desde el 26 de marzo de 2016. Los dos primeros trenes se entregaron en octubre de 2014.

## Diseño
La tecnología incorporada en estos trenes se deriva del tren experimental Fastech 360S probado por JR East. La velocidad máxima inicial en servicio era de 300 km/h (186 mph), pero se elevó a 320 km/h (199 mph) entre Utsunomiya y Morioka desde el inicio del horario revisado el 16 de marzo de 2013. Los trenes cuentan con un sistema de suspensión activa eléctrico.

### H5

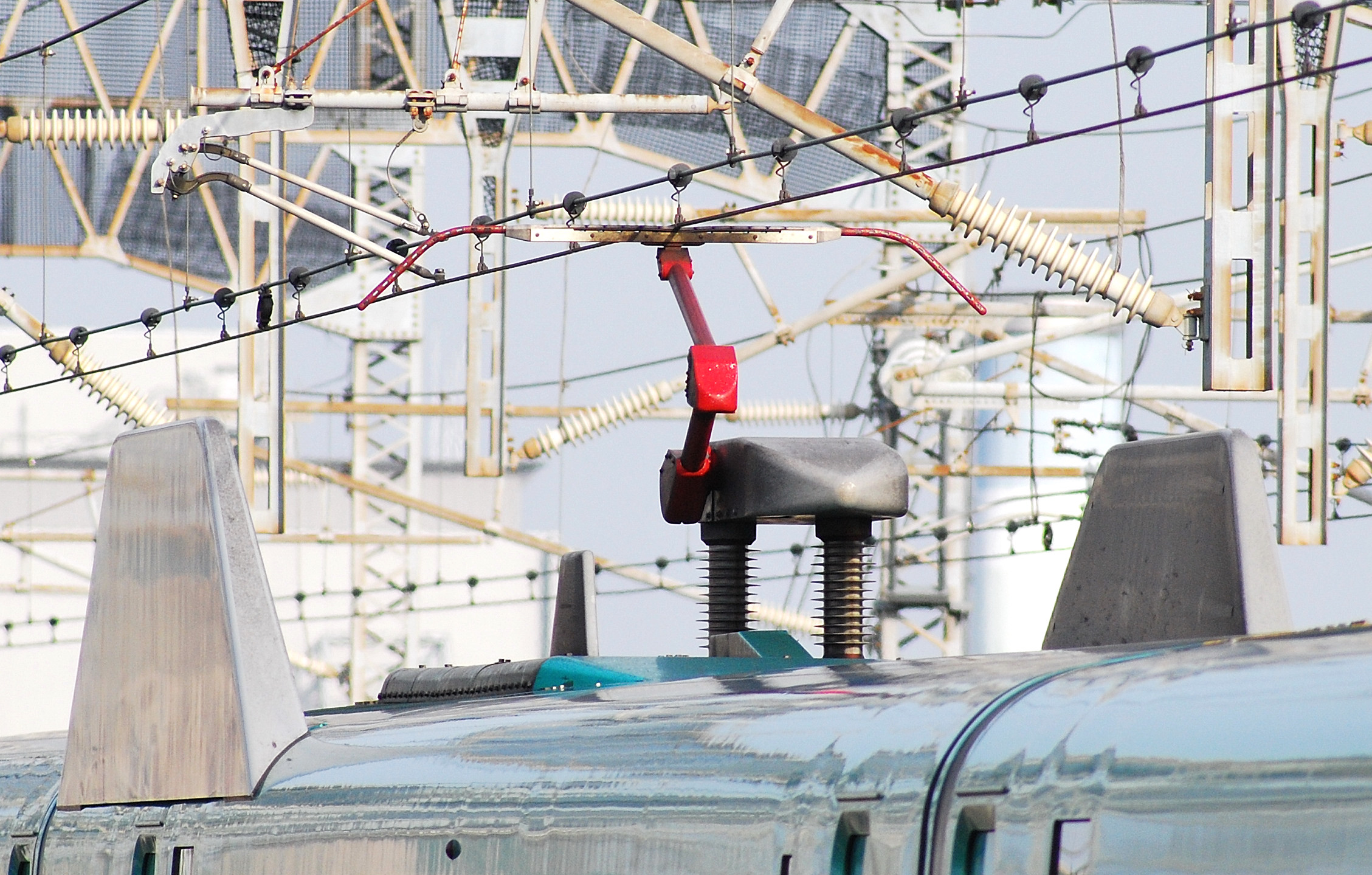
Pantógrafo PS208

La serie H5 se basa directamente en los trenes de la serie E5 operados por la East Japan Railway Company en el Tōhoku Shinkansen desde 2011, y tiene una velocidad operativa máxima idéntica de 320 km/h (199 mph), aunque está limitada a 260 km/h (162 mph) en el Hokkaido Shinkansen y a 160 km/h (99,4 mph) en la vía doble que se extiende a través del túnel submarino de Seikán, que conecta la isla de Hokkaidō con la isla principal de Honshu. Todos los coches cuentan con suspensión activa y pueden pendular hasta 1,5 grados en las curvas, lo que permite mantener la velocidad máxima de 320 kilómetros por hora (199 mph) incluso en curvas con un radio de 4000 metros (13123' 4,30"). Las unidades cuentan con una serie de mejoras para climas fríos, que incluyen un quitanieves mejorado en las unidades delanteras, un caucho más duradero para proteger las diversas conexiones entre los coches y un bastidor inferior de acero inoxidable para proteger los componentes electrónicos (mejorado de la protección habitual del bastidor inferior de aluminio para obtener una mayor durabilidad). También incorporan pequeñas diferencias de diseño interior en comparación con la serie E5.

## Operaciones

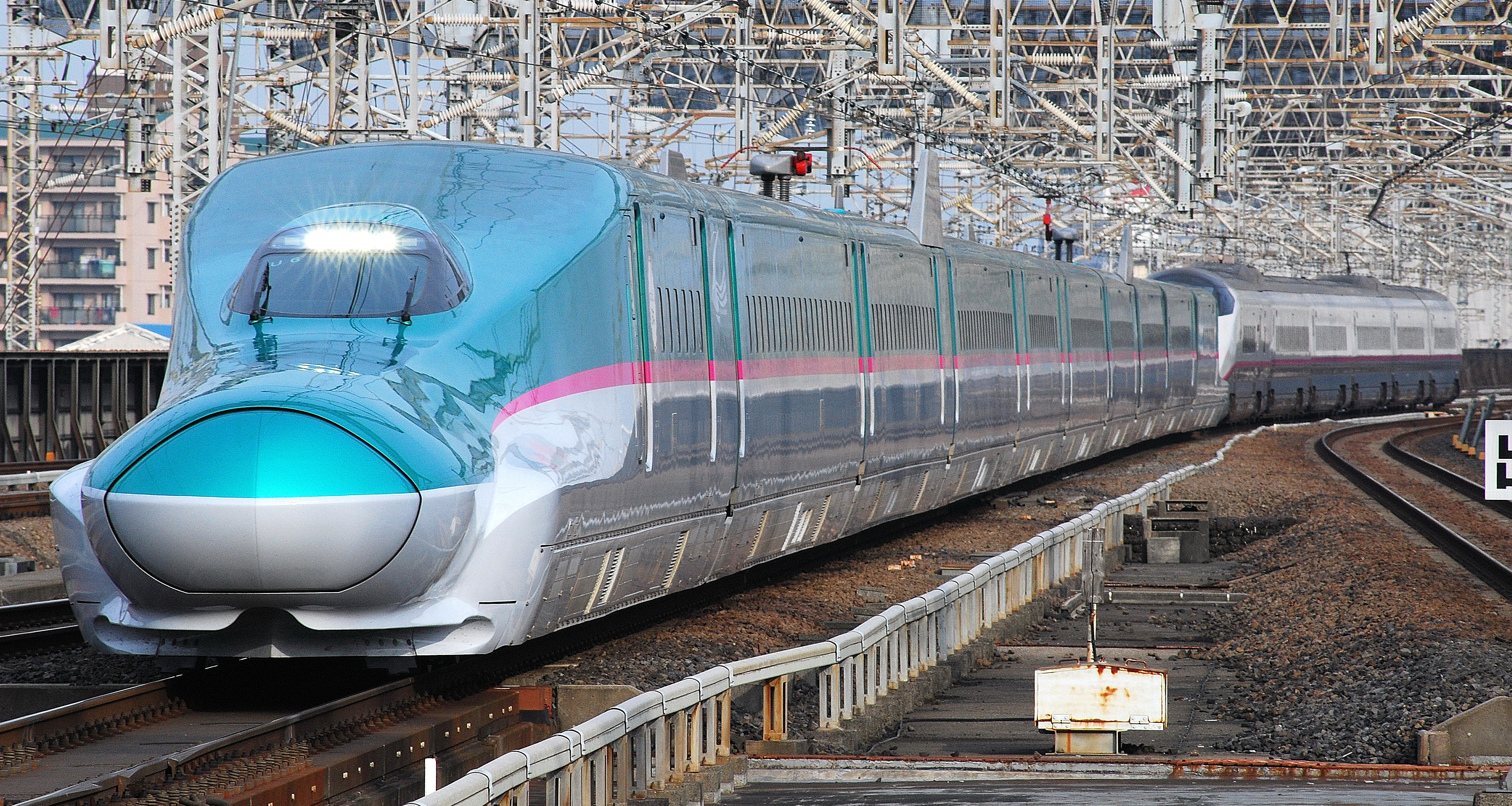
La composición U6 de la serie E5 cubriendo un servicio Hayate en noviembre de 2011

En marzo de 2016, los trenes de las series E5 y H5 podían intercambiarse entre sí, y se utilizaban en los siguientes servicios de las líneas Tohoku y Hokkaidō Shinkansen:
- Hayabusa
- Hayate
- Yamabiko
- Nasuno

Los trenes de la serie E5 se introdujeron por primera vez en los nuevos servicios Hayabusa entre Tokio y Shin-Aomori a partir del 5 de marzo de 2011, operando inicialmente a una velocidad máxima de 300 kilómetros por hora (186 mph). Desde el 19 de noviembre de 2011, estaban en funcionamiento un total de seis trenes de la serie E5, y también se utilizaron estas composiciones en algunos servicios Hayate y Yamabiko. Los servicios Hayate operaban en conjunto con los Serie E3 los servicios Komachi; y estaban limitados a una velocidad máxima de 275 kilómetros por hora (170,9 mph). Desde el inicio del horario revisado el 17 de marzo de 2012, también se introdujeron trenes de la serie E5 que se han utilizado en algunos servicios con paradas en todas las estaciones Nasuno.
La serie H5 es el primer tipo de tren del JR Hokkaido en utilizar el prefijo "H", siguiendo el método utilizado por el JR East (que usa el prefijo "E").

## Exterior
El diseño exterior de los trenes se basa ampliamente en el tren experimental Fastech 360S, con un esquema de color verde "Tokiwa" (常盤?) para la parte superior de la carrocería y blanco "Hiun" (飛雲?) para la parte inferior, separados por una franja rosa "Hayate". Para la serie H5, la franja rosa "Hayate" se reemplaza por una franja púrpura "Saika" (彩香?) destinada a evocar imágenes de flores como las lilas, los altramuces y la lavanda por las que Hokkaido es famoso.

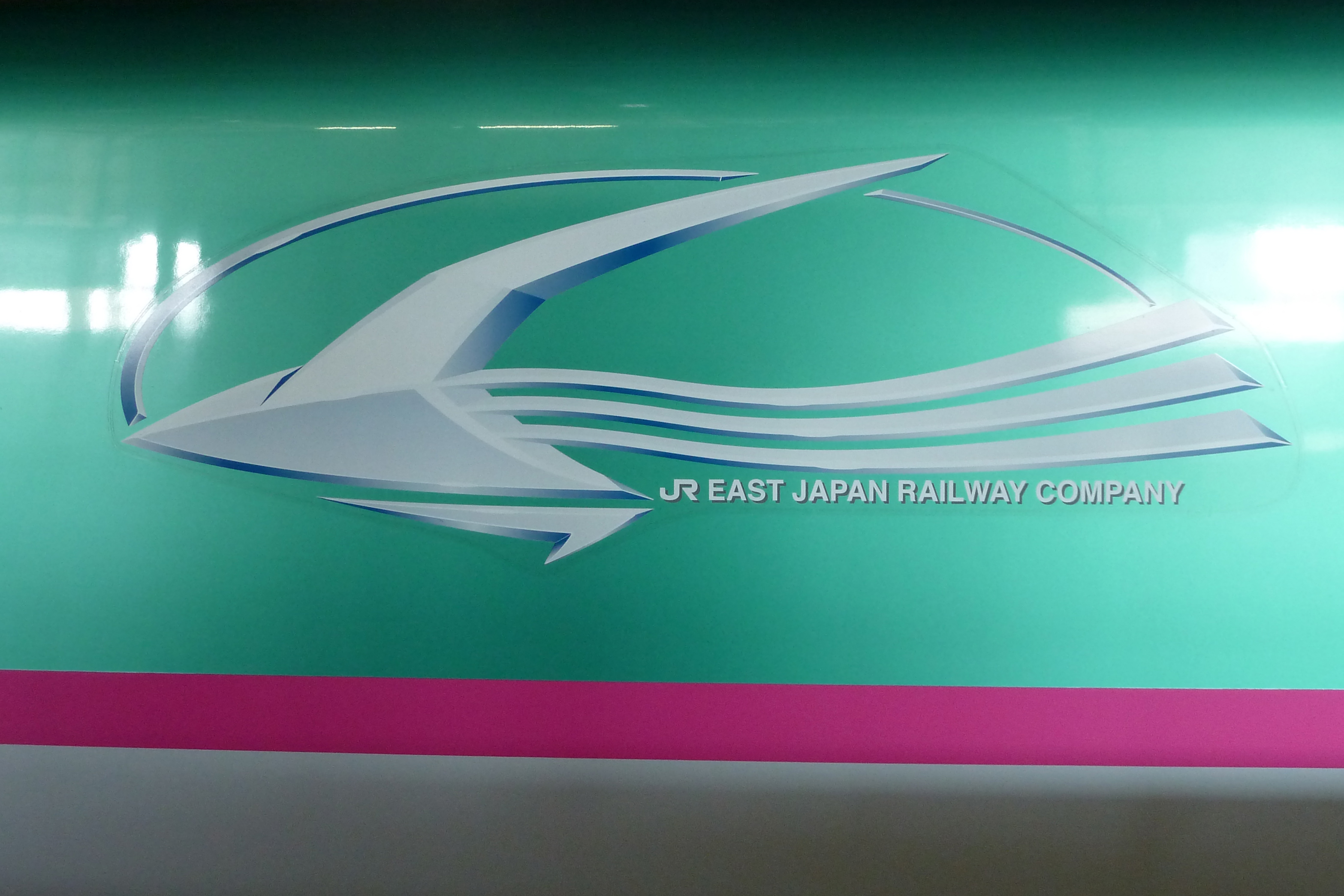
Carrocería "Hayabusa" con logo (E5)
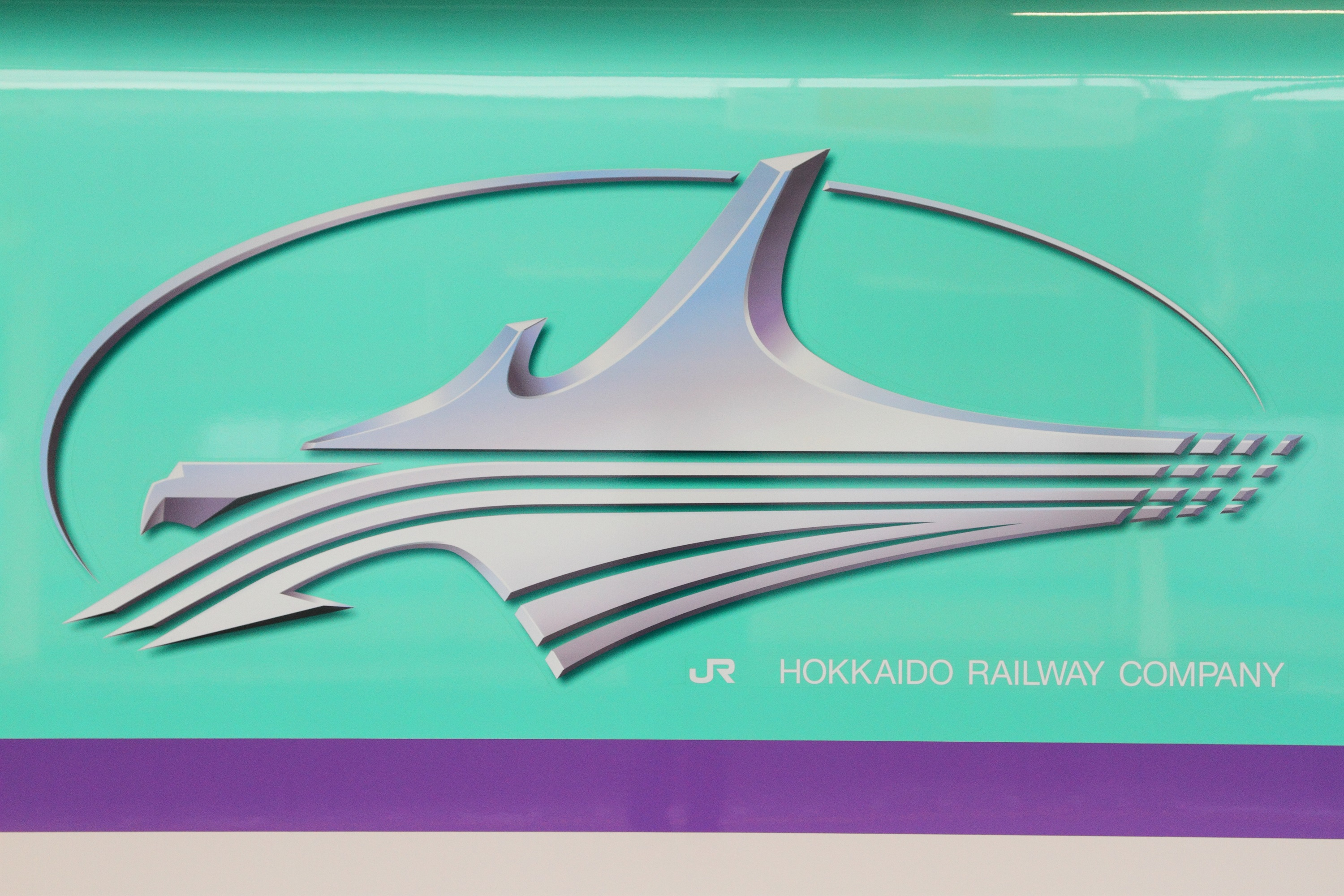
Carrocería con logo (H5)
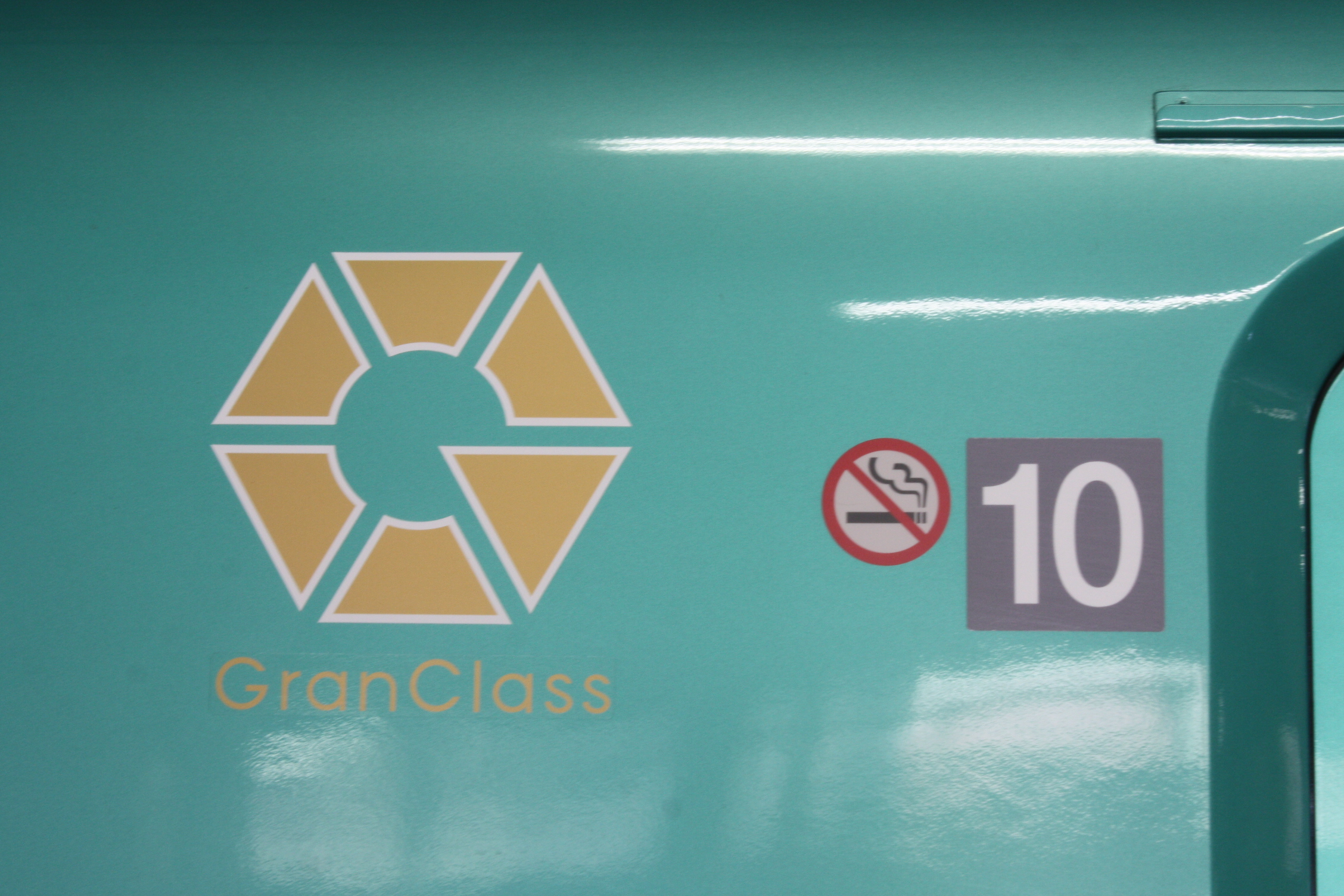
Logo de "Gran Clase" en un coche (2010)
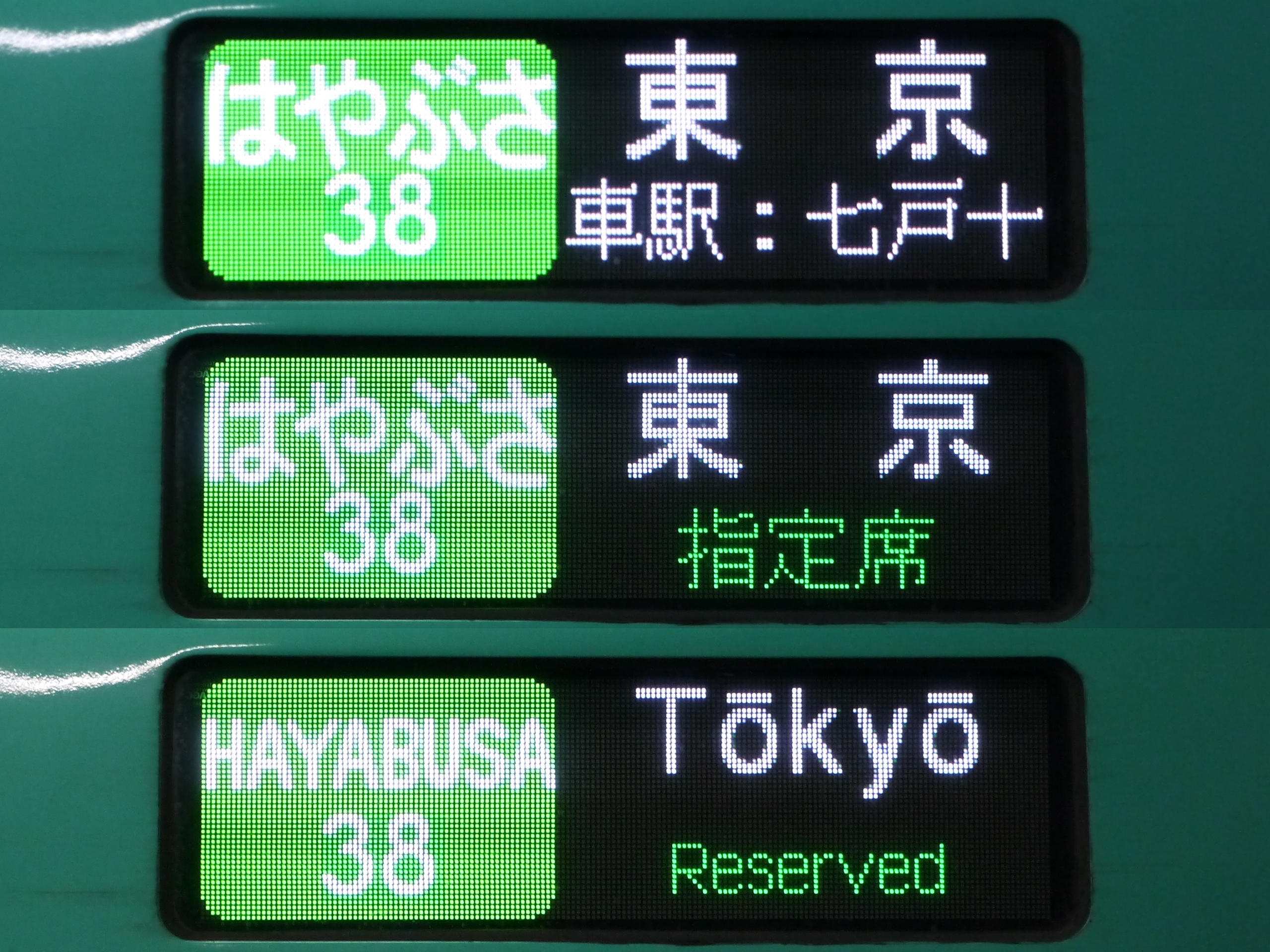
Indicadores LED de los destinos

## Interior
Los trenes tienen tres clases de alojamiento: Gran Clase (coche 10), Clase Verde (coche 9) y Clase Estándar (coches 1 a 8).

### Gran Clase
El coche 10 se designa como "Gran Clase", con 18 asientos "envolventes" reclinables eléctricamente con fundas de cuero dispuestas en una configuración de 2 + 1. Originalmente recibió el nombre provisional de "Super Green Car". La distancia entre asientos en el coche Gran Clase es de 1300 mm (51,2 plg). Miden 520 mm (20,5 plg) de ancho y se reclinan hasta un ángulo máximo de 45 grados. El tren de preserie, la composición S11, inicialmente no incluía alojamiento de Gran Clase. La moqueta del coche de Gran Clase de la serie H5 es azul, con un patrón que evoca imágenes del mar y de los lagos de Hokkaido. Todos los asientos de la serie H5 cuentan con tomas de corriente.

### Coche Verde
El coche 9 está se senomina "Coche Verde" (de primera clase), y cuenta con 55 asientos dispuestos en una configuración de 2+2. La distancia entre asientos es de 1160 mm (45,7 plg), miden 475 mm (18,7 plg) de ancho y se reclinan en un ángulo de 31 grados. La moqueta del Coche Verde de la serie H5 es gris oscuro con un patrón que representa el océano con fragmentos de hielo a la deriva. Todos los asientos de la Serie H5 cuentan con toma de corriente.

### Clase Estándar
Los coches de la Clase Estándar (coches 1 a 8) tienen una distancia entre asientos de 1040 mm (40,9 plg), que es 60 mm (2,4 plg) más grande que en los trenes de la Serie E2. Están dispuestos en una configuración de 3+2. Se dispone de tomas de corriente para los asientos situados junto a las ventanas y las filas de asientos en los extremos del coche para la serie E5, y en todos los asientos para la serie H5. El interior de los coches de la Clase Estándar de la serie H5 está destinado a evocar imágenes de nieve y de la vista nocturna de Hakodate.

### Galería

#### E5

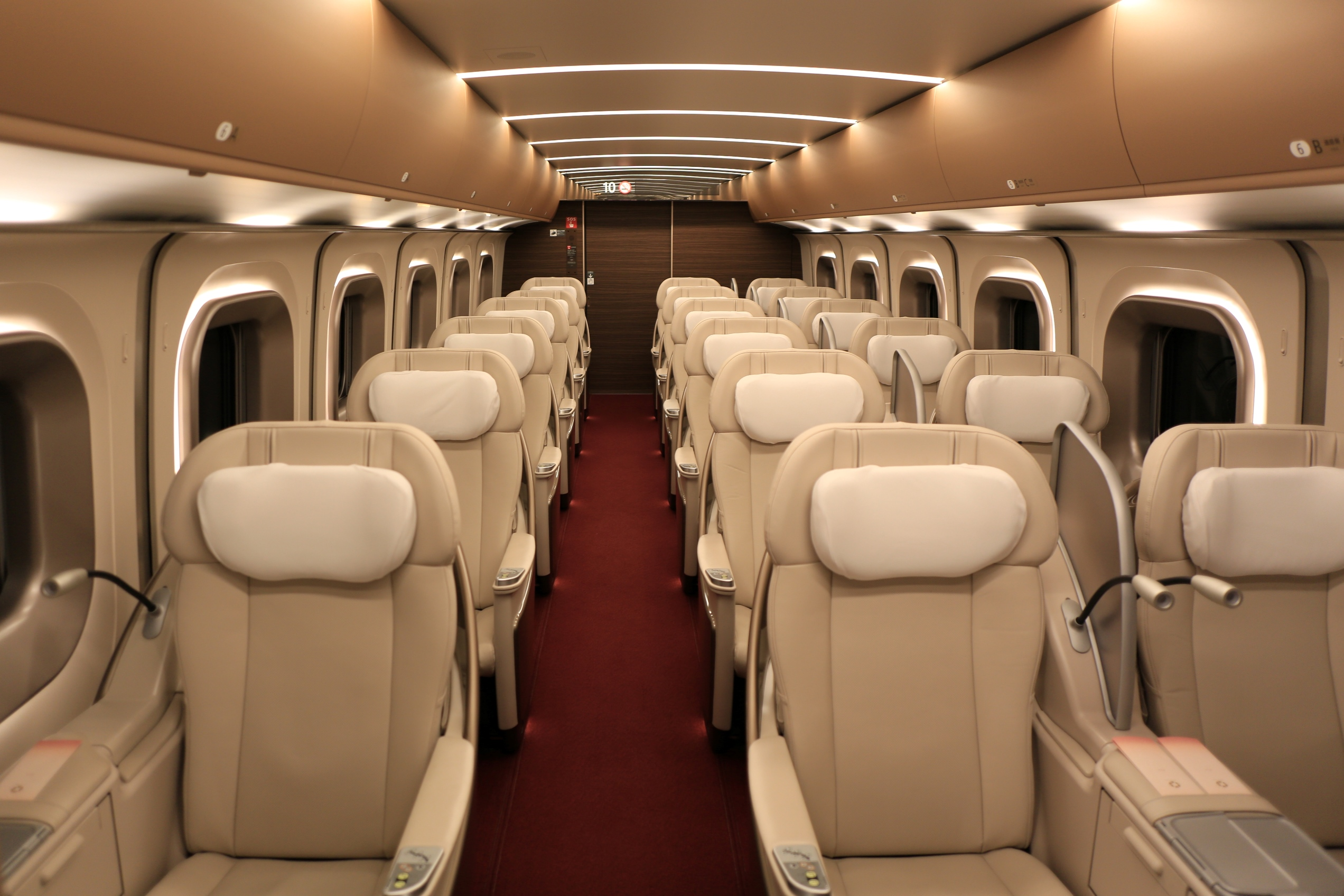
Interior del coche de Gran Clase E514-21 (2014)
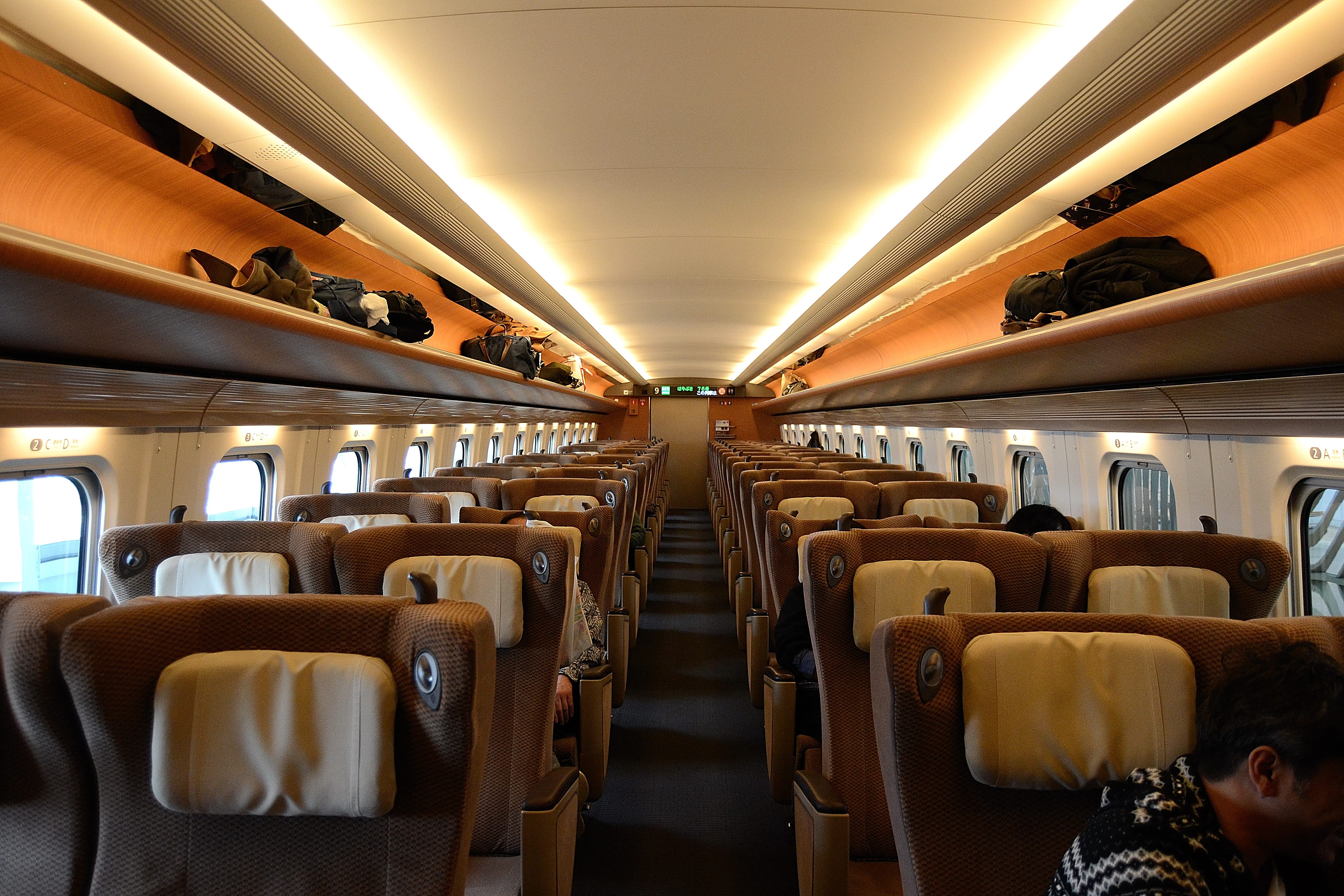
Interior de un Coche Verde (2016)
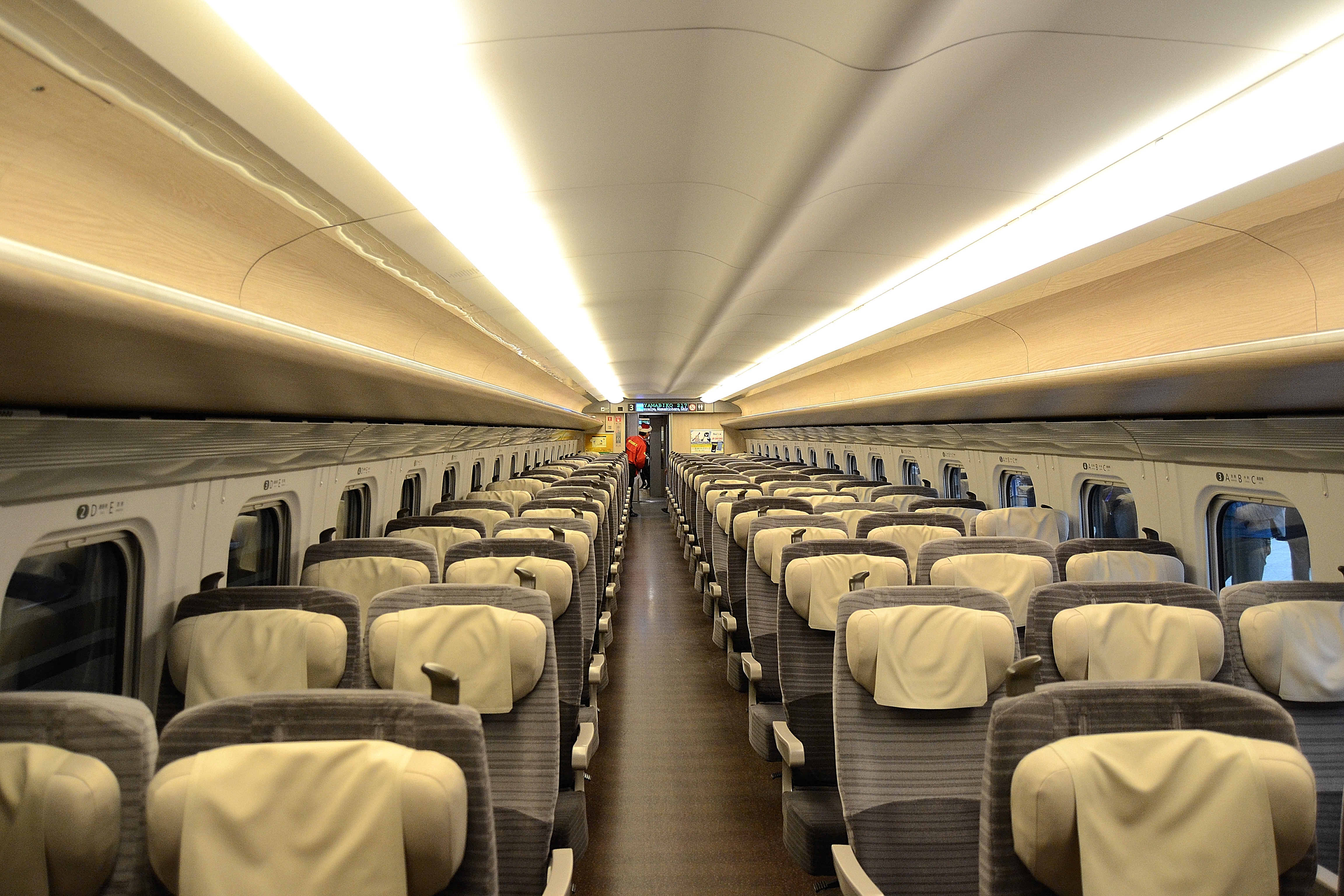
Interior de un coche de Clase Estándar (2015)
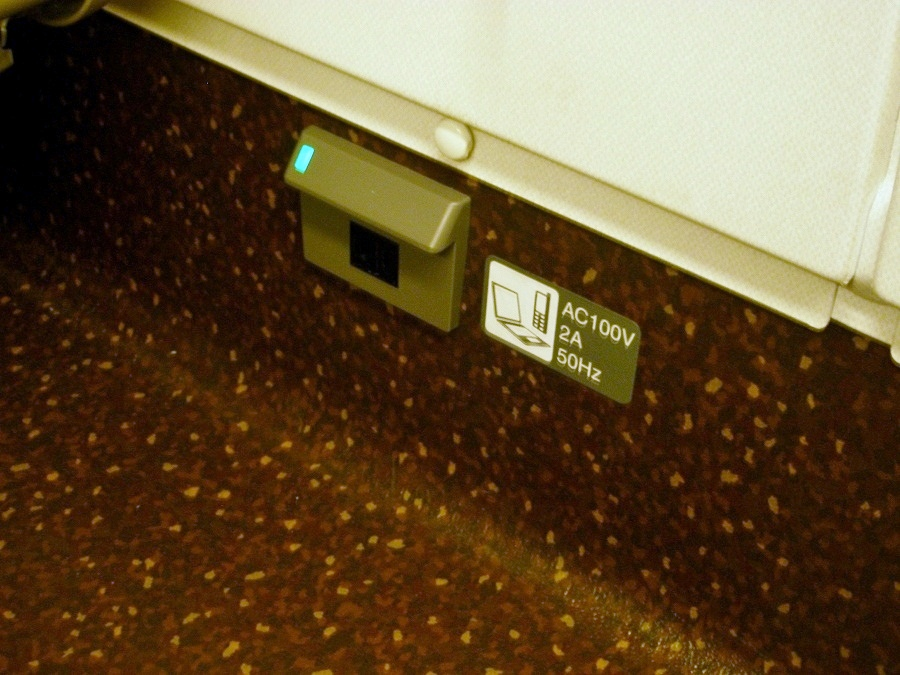
Toma de corriente en un coche de Clase Estándar

#### H5

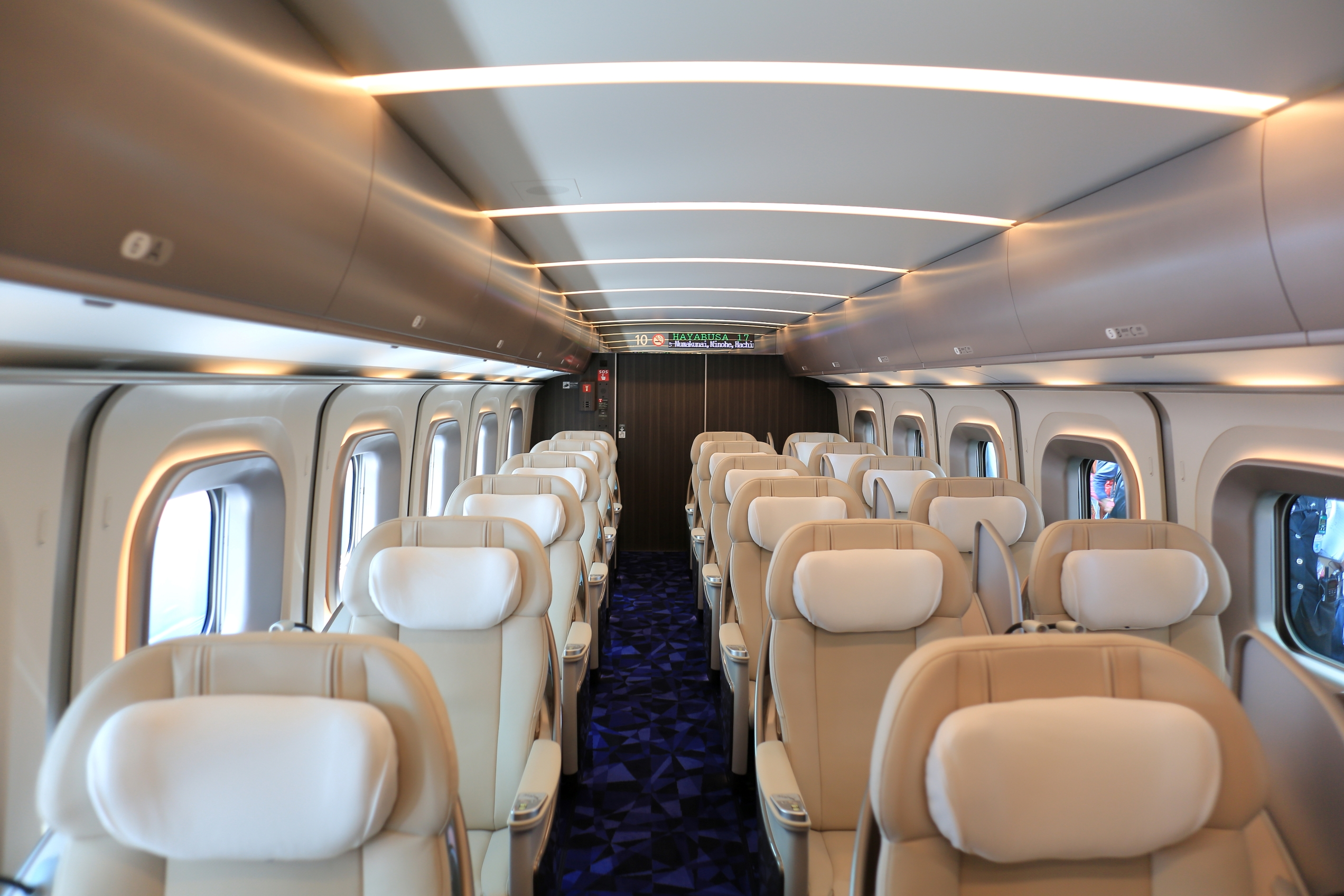
Interior de un coche de Gran Clase H514-3 (2016)
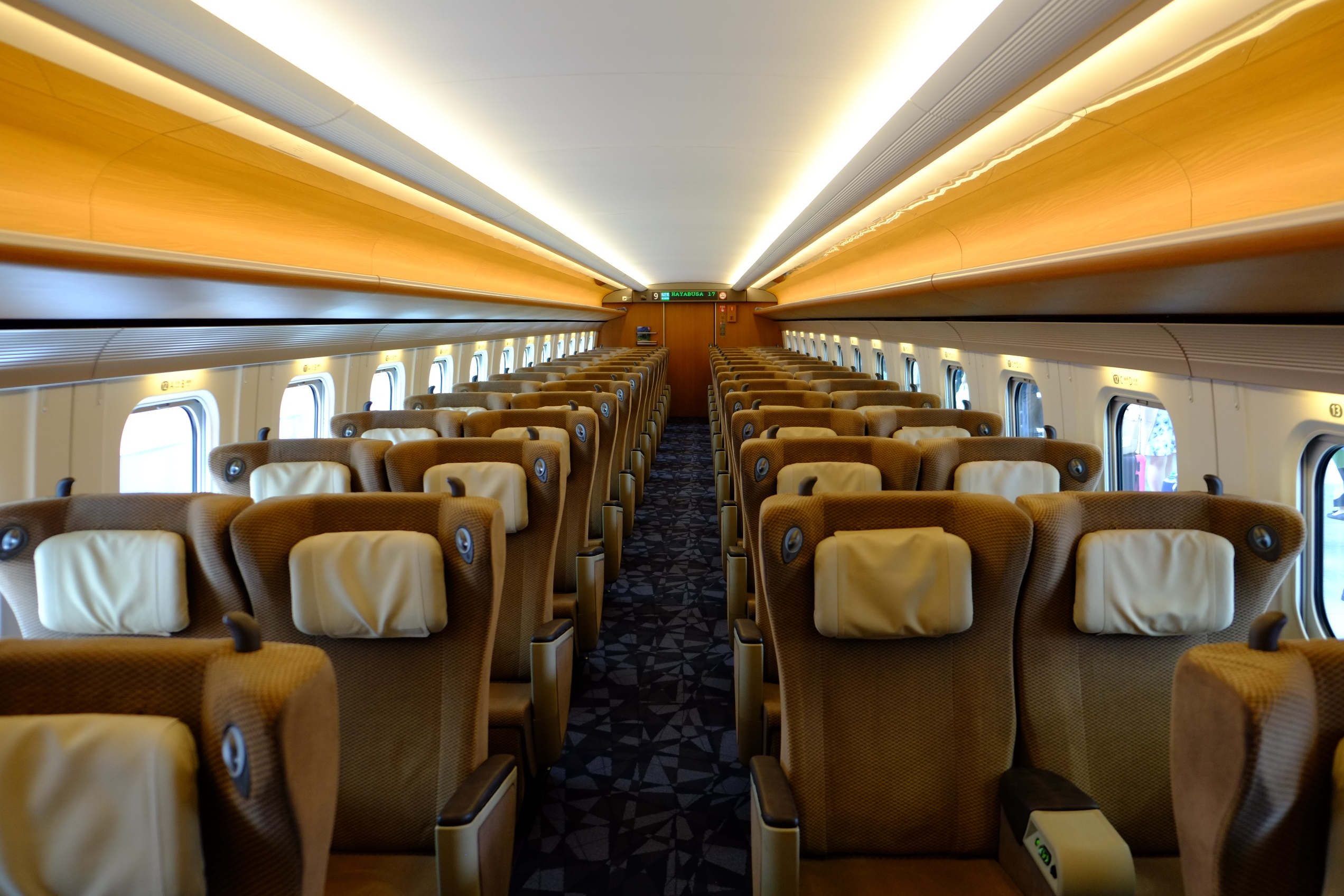
Interior del Coche Verde H515-3 (2016)
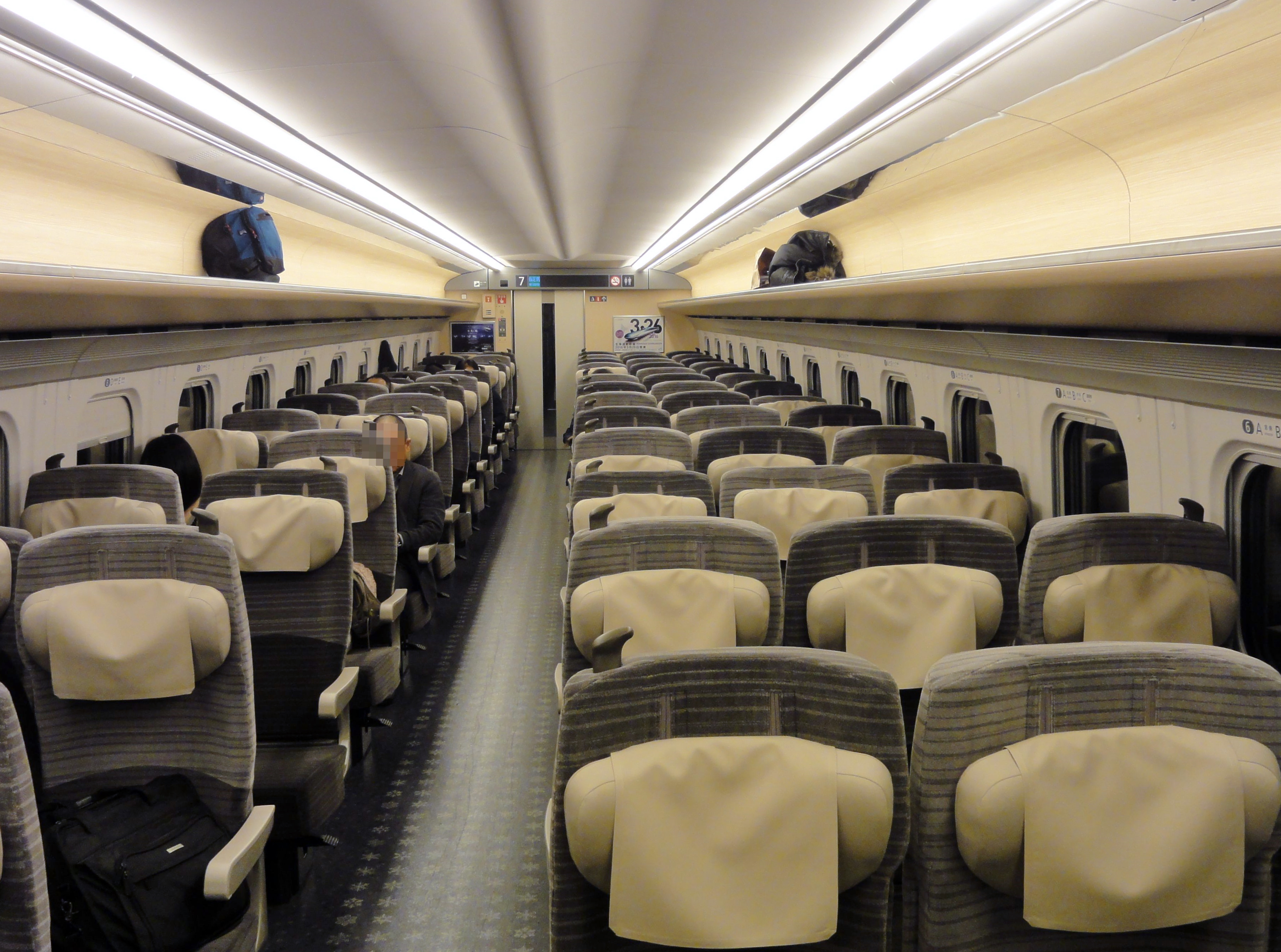
Interior del un coche de Clase Estándar (2016)

## Composiciones

### E5
Los conjuntos de producción en serie de la serie E5 se componen de la siguiente manera, con el coche 1 en el extremo de Tokio y el coche 10 en el extremo de Aomori.
| Coche No.     | 1    | 2        | 3                        | 4        | 5                                                                      | 6        | 7        | 8        | 9                                                                     | 10   |
| ------------- | ---- | -------- | ------------------------ | -------- | ---------------------------------------------------------------------- | -------- | -------- | -------- | --------------------------------------------------------------------- | ---- |
| Denominación  | T1c  | M2       | M1                       | M2       | M1k                                                                    | M2       | M1       | M2       | M1s                                                                   | Tsc  |
| Numeración    | E523 | E526-100 | E525                     | E526-200 | E525-400                                                               | E526-300 | E525-100 | E526-400 | E515                                                                  | E514 |
| Peso (t)      | 41.9 | 45.9     | 46.0                     | 46.3     | 46.1                                                                   | 46.8     | 46.8     | 46.0     | 45.8                                                                  | 42.7 |
| Capacidad     | 29   | 100      | 85                       | 100      | 59                                                                     | 100      | 85       | 100      | 55                                                                    | 18   |
| Instalaciones | Aseo |          | Aseo, tarjeta telefónica |          | Aseo, Desfibrilador, tarjeta telefónica, espacio para sillas de ruedas |          | Aseo     |          | Aseo, espacio para sillas de ruedas, compartimento para el maquinista |      |

Los coches 3 y 7 tienen cada uno un pantógrafo de un solo brazo, aunque normalmente solo uno se levanta en servicio.

### H5
Los conjuntos de 10 coches, numerados "H1" en adelante, están formados por ocho coches con motor ("M") y dos coches remolcados sin motor ("T"). El coche 1 está en el extremo sur. Los coches 3 y 7 tienen cada uno un pantógrafo de un solo brazo N-PS208.
| Coche No.     | 1    | 2        | 3                        | 4        | 5                                                                     | 6        | 7        | 8        | 9                                                                    | 10   |
| ------------- | ---- | -------- | ------------------------ | -------- | --------------------------------------------------------------------- | -------- | -------- | -------- | -------------------------------------------------------------------- | ---- |
| Denominación  | T1c  | M2       | M1                       | M2       | M1k                                                                   | M2       | M1       | M2       | M1s                                                                  | Tsc  |
| Numeración    | H523 | H526-100 | H525                     | H526-200 | H525-400                                                              | H526-300 | H525-100 | H526-400 | H515                                                                 | H514 |
| Capacidad     | 29   | 98       | 85                       | 98       | 59                                                                    | 98       | 85       | 98       | 55                                                                   | 18   |
| Instalaciones | Aseo |          | Aseo, tarjeta telefónica |          | Aseo, desfibrilador, tarjeta telefónica, espacio para silla de ruedas |          | Aseo     |          | Aseo, espacio para silla de ruedas, compartimento para el maquinista |      |

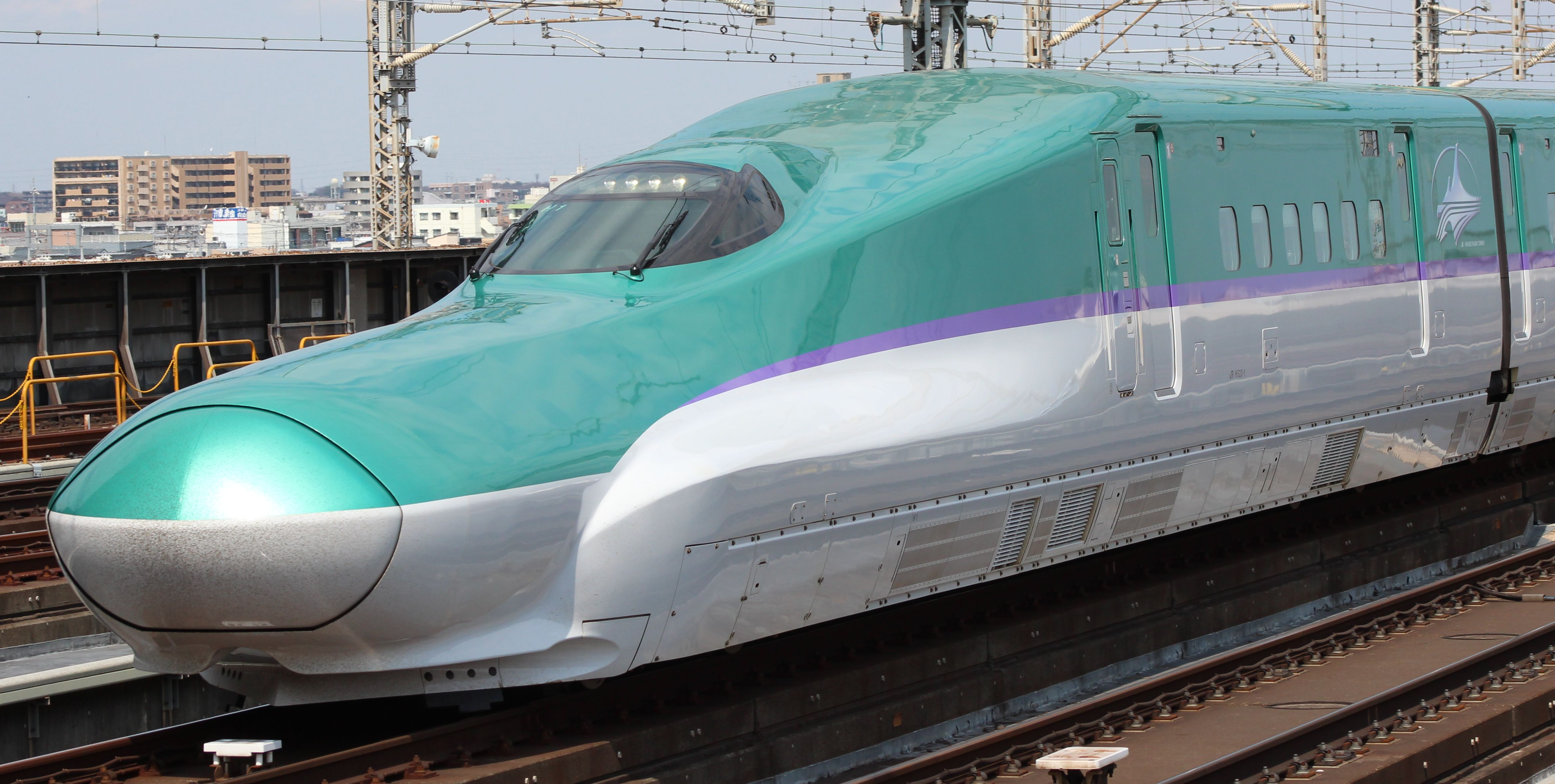
H523-1 (coche No. 1) en marzo de 2016
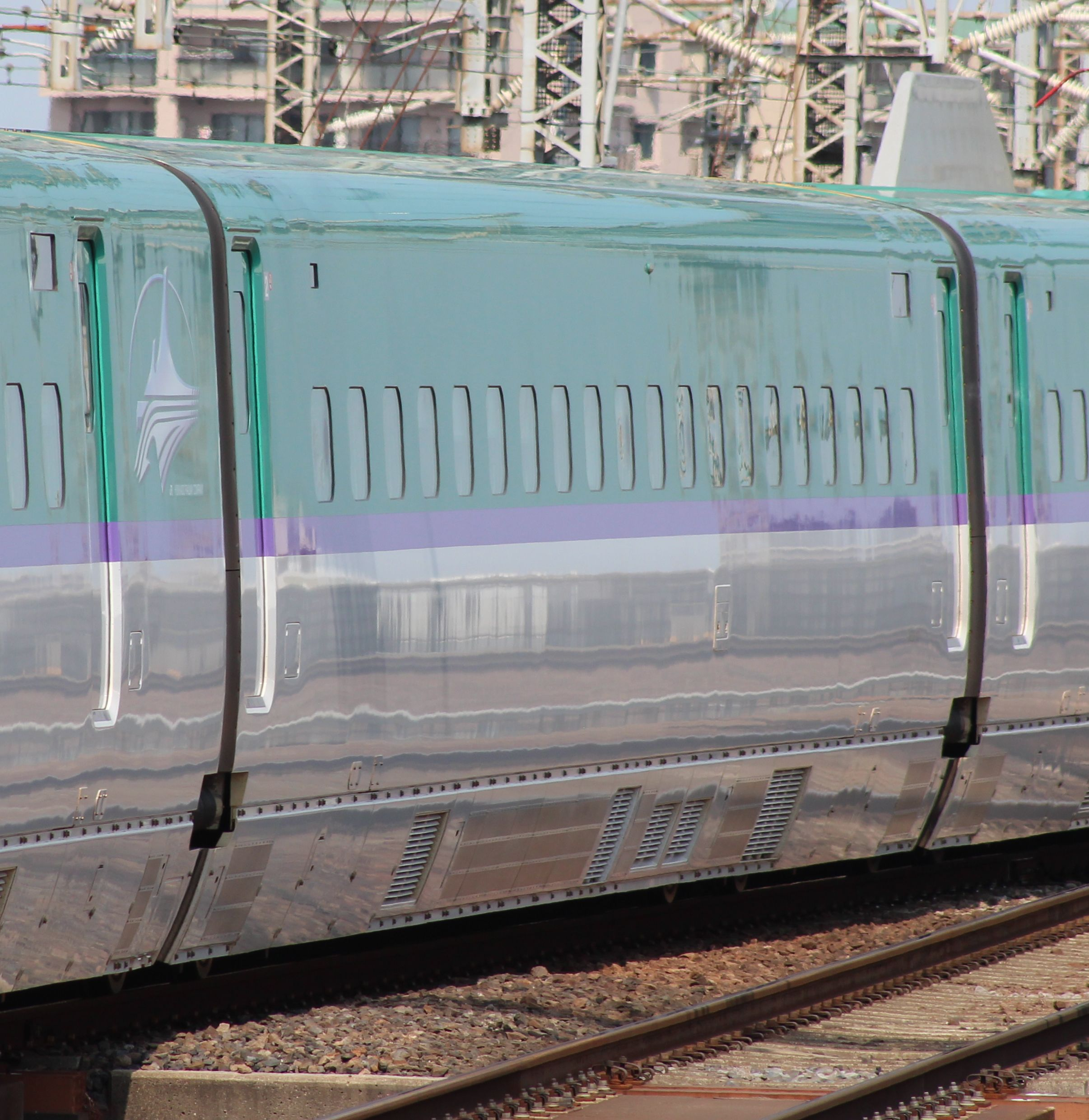
H526-101 (coche No. 2) en marzo de 2016
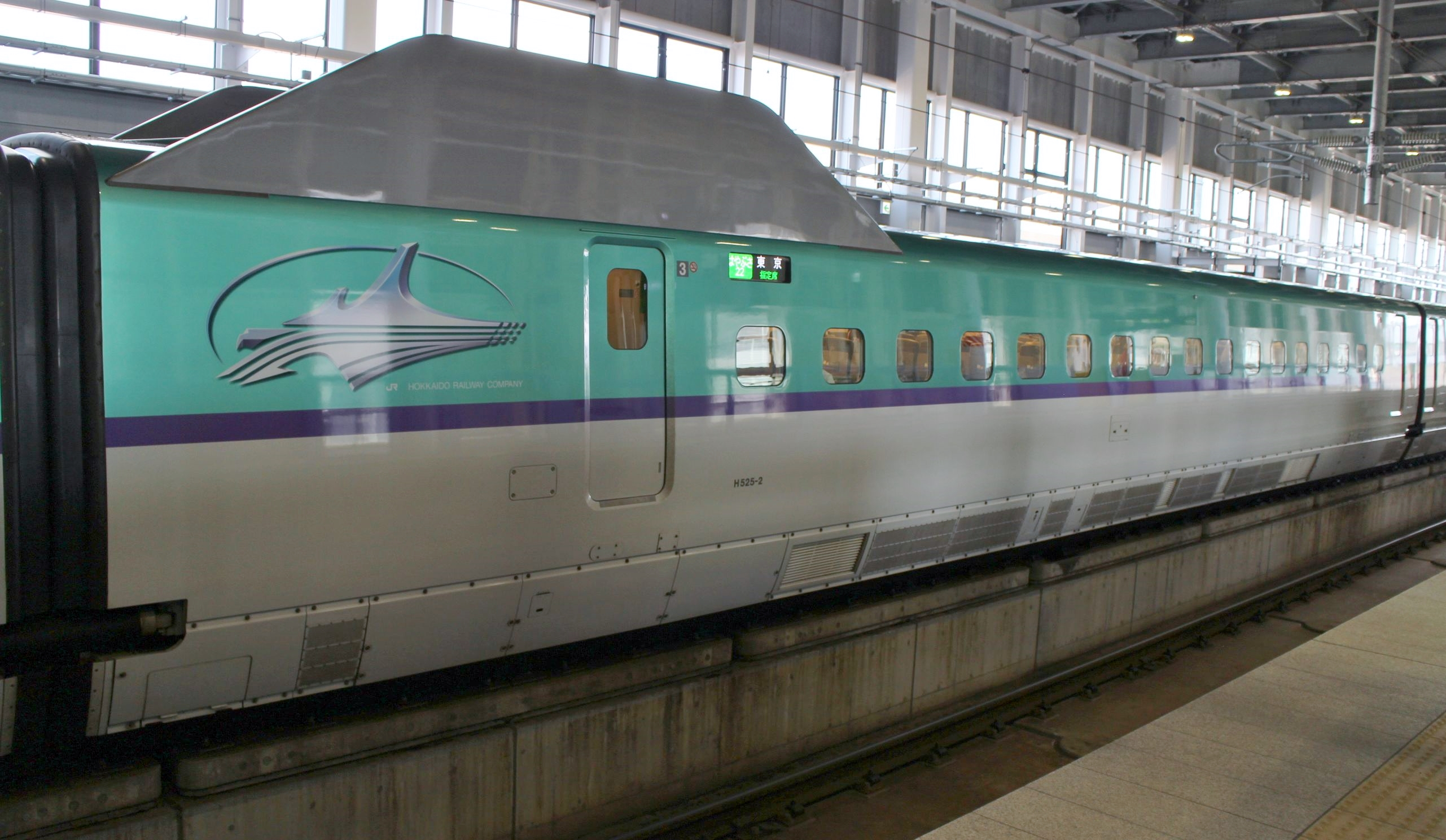
H525-2 (coche No. 3) en abril de 2016
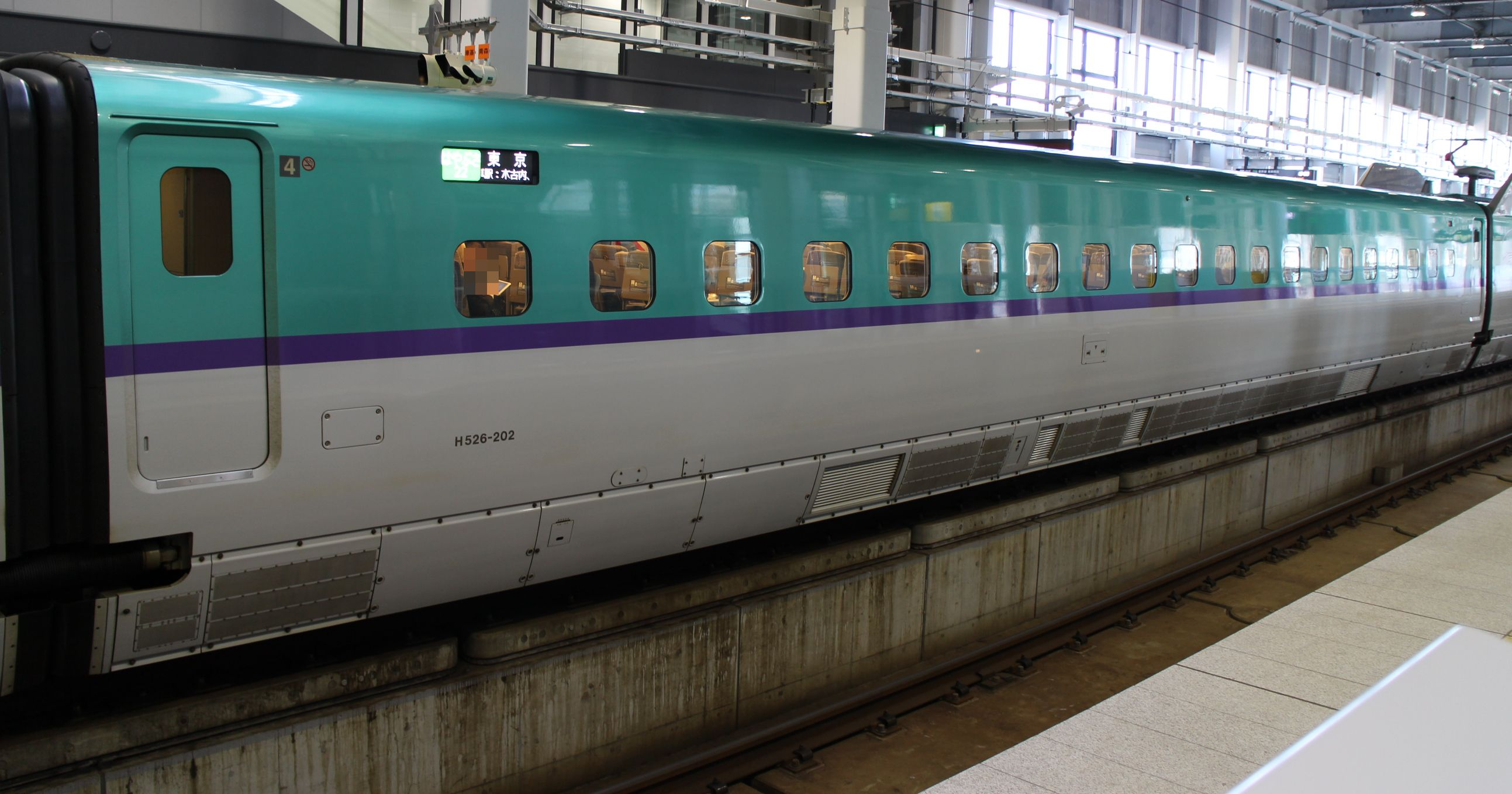
H526-202 (coche No. 4) en abril de 2016
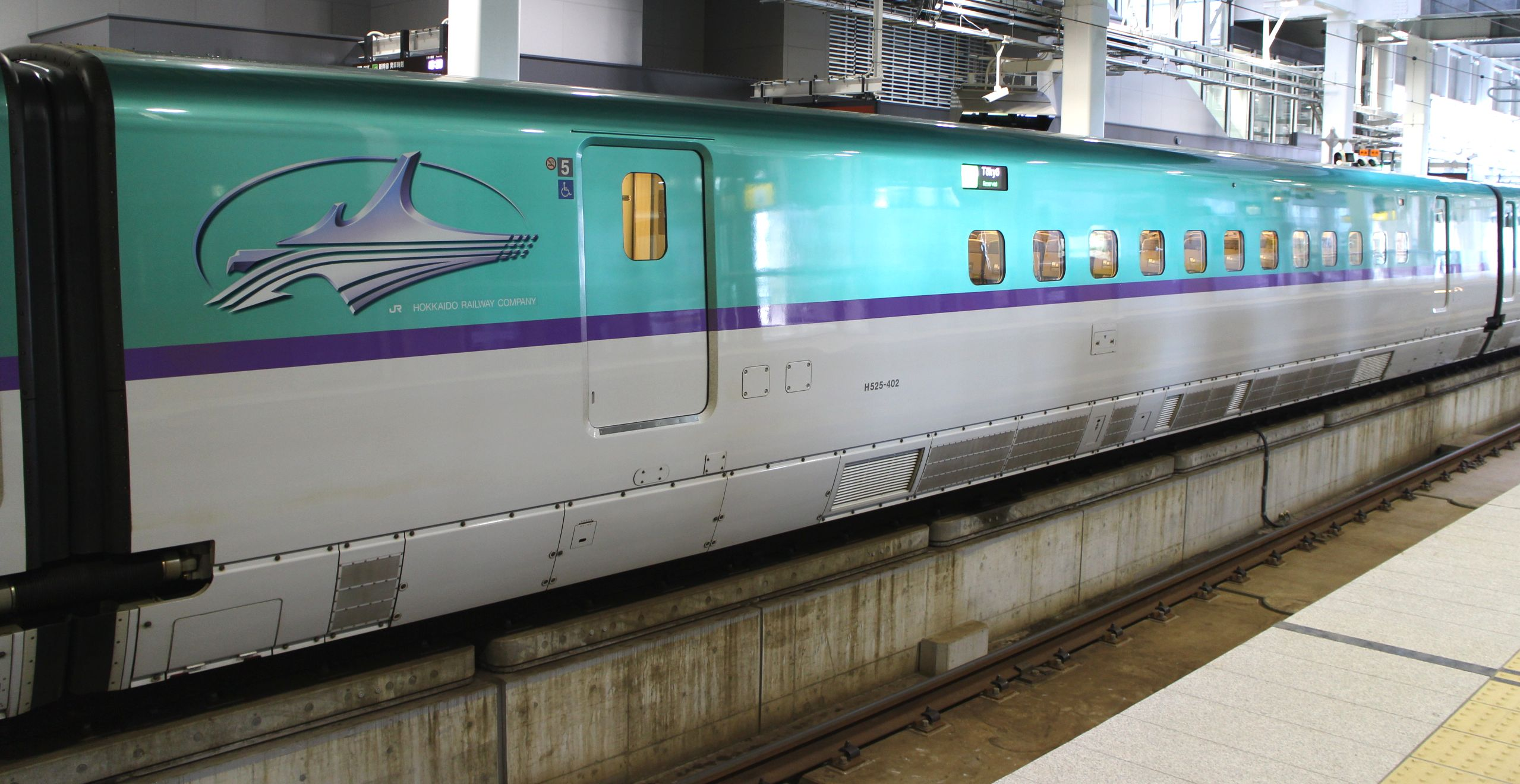
H525-402 (coche No. 5) en abril de 2016
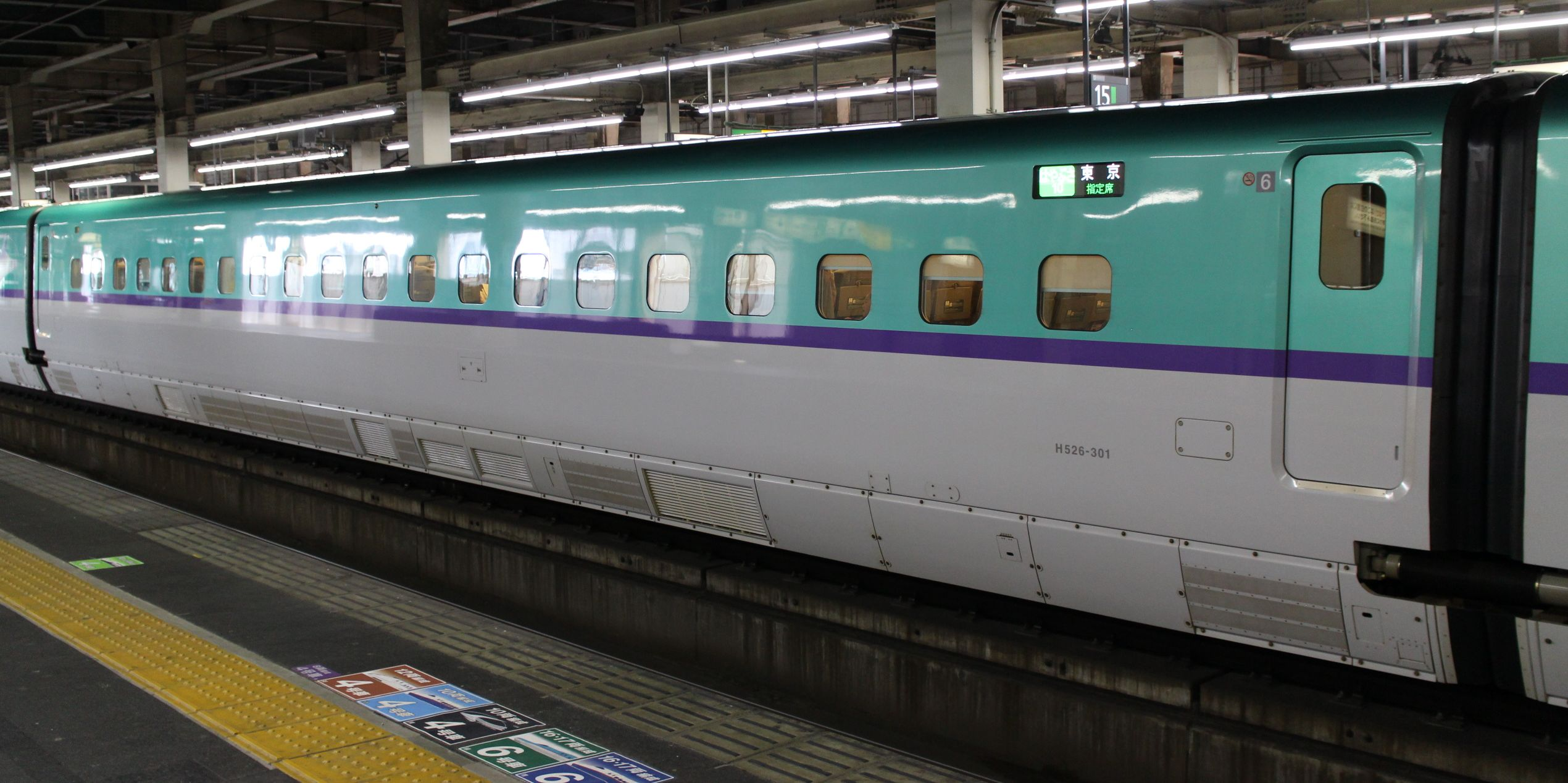
H526-301 (coche No. 6) en marzo de 2016
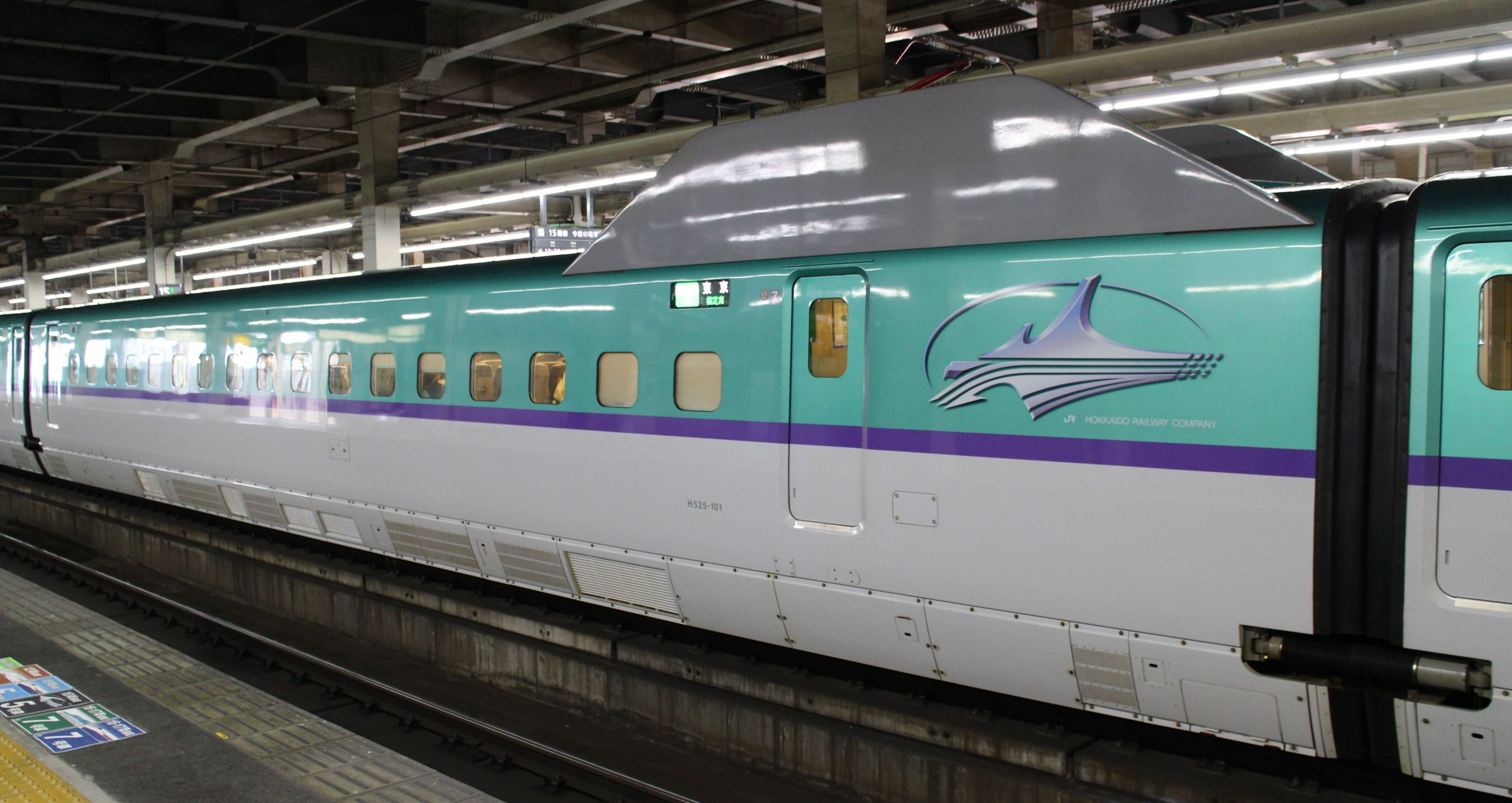
H525-101 (coche No. 7) en marzo de 2016
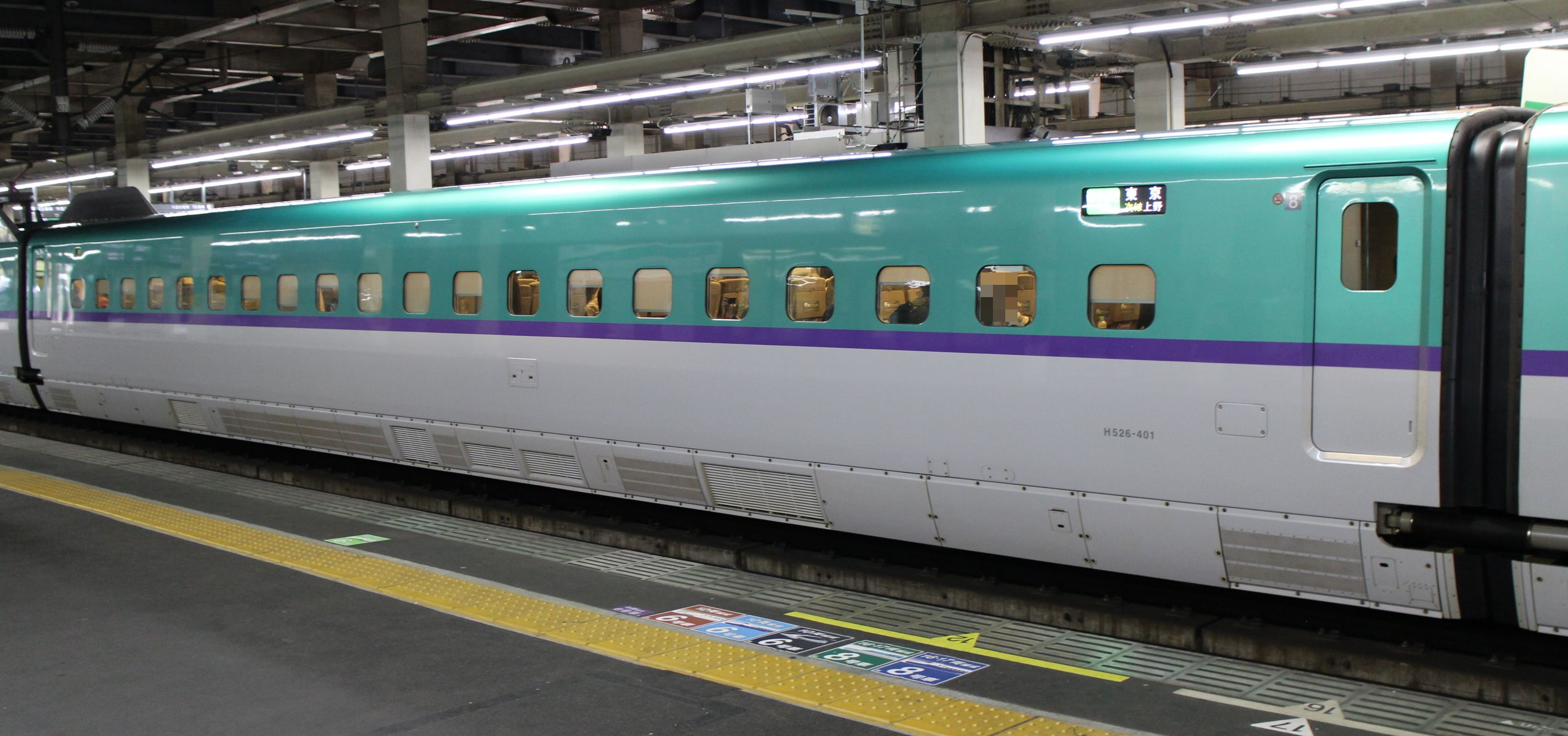
H526-401 (coche No. 8) en marzo de 2016
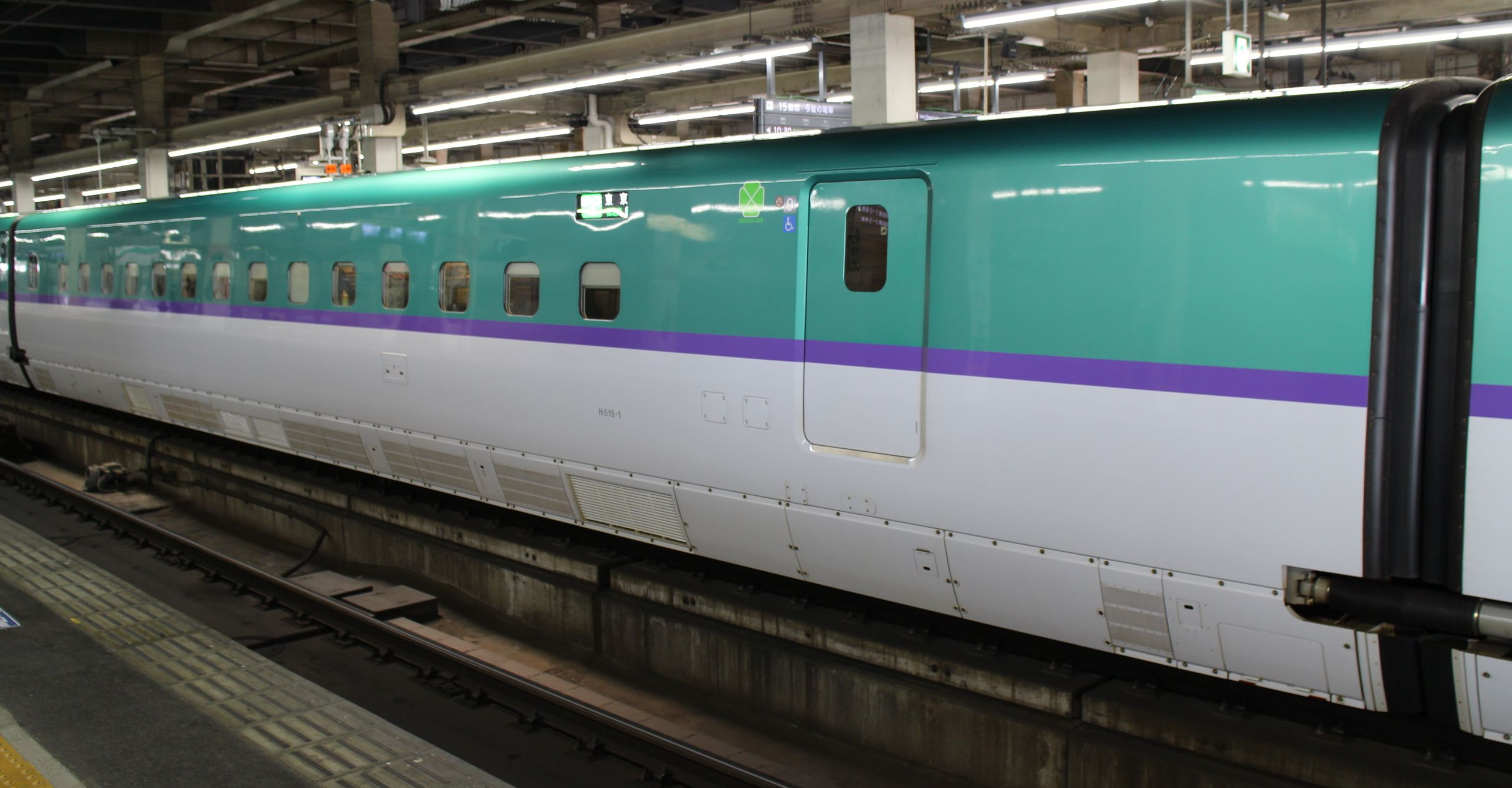
H515-1 (coche No. 9) en marzo de 2016
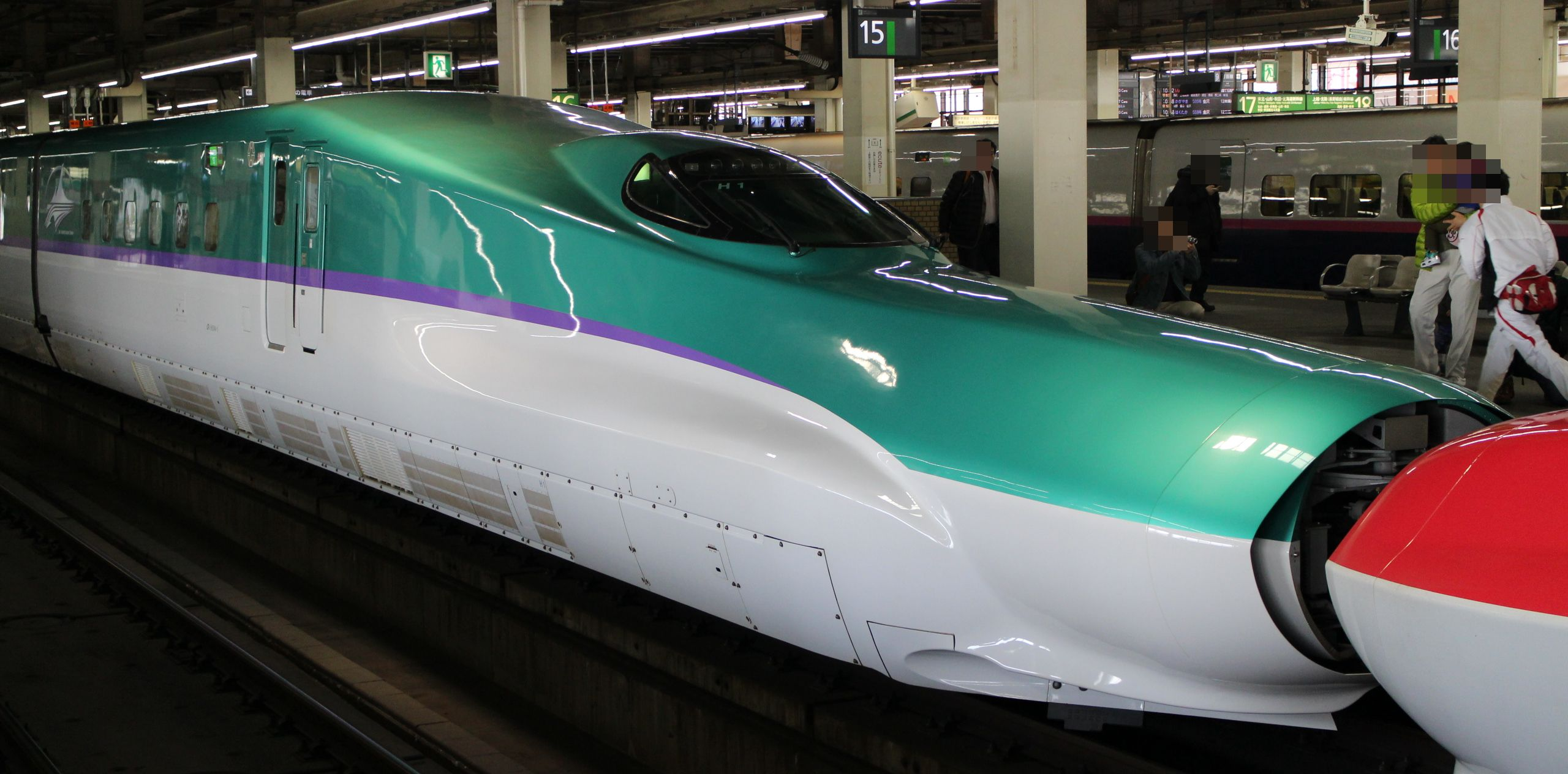
H514-1 (coche No. 10) en marzo de 2016

## Historia

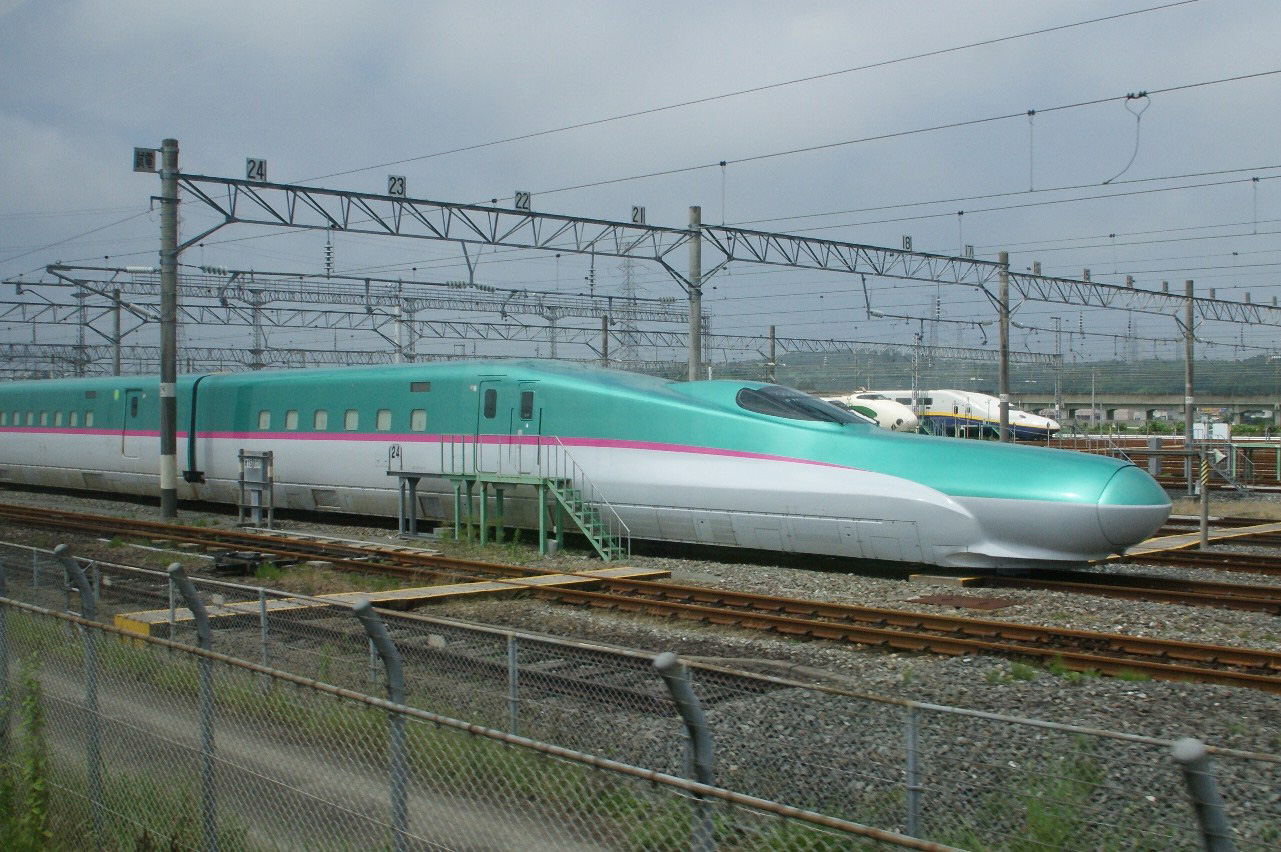
Tren de preproducción S11 en el Depósito General de Sendai, julio de 2009

La composición de pre-serie, denominada S11, se entregó en el Depósito General de Sendai en mayo de 2009, antes de ser sometida a una extensa prueba de funcionamiento en el Tōhoku Shinkansen. Los coches del 1 al 5 fueron construidos por Hitachi en la Prefectura de Yamaguchi, y los coches del 6 al 10 fueron construidos por Kawasaki Heavy Industries en la Prefectura de Hyōgo. El tren S11 hizo su primera aparición en la estación de Tokio el 9 de diciembre de 2009.
La primera composición de producción en serie, la U2, se entregó al Depósito de Sendai en diciembre de 2010.
En mayo de 2012, la serie E5 recibió el Premio Banda Azul de 2012, presentado anualmente por el Japan Railfan Club. El 20 de noviembre de 2012 se llevó a cabo una ceremonia de presentación formal en la estación de Tokio.
El conjunto de preserie, el S11, se actualizó al estándar de producción en serie en febrero de 2013, y se volvió a numerar como U1. Conserva las conexiones al ras para las puertas de los pasajeros situadas inmediatamente detrás de las cabinas de conducción, mientras que los conjuntos de producción en serie disponen de puertas correderas empotradas.
Desde el inicio del horario revisado el 16 de marzo de 2013, la velocidad máxima en servicio se elevó de 300 km/h (186 mph) a 320 km/h (199 mph) entre Utsunomiya y Morioka.

### Serie H5

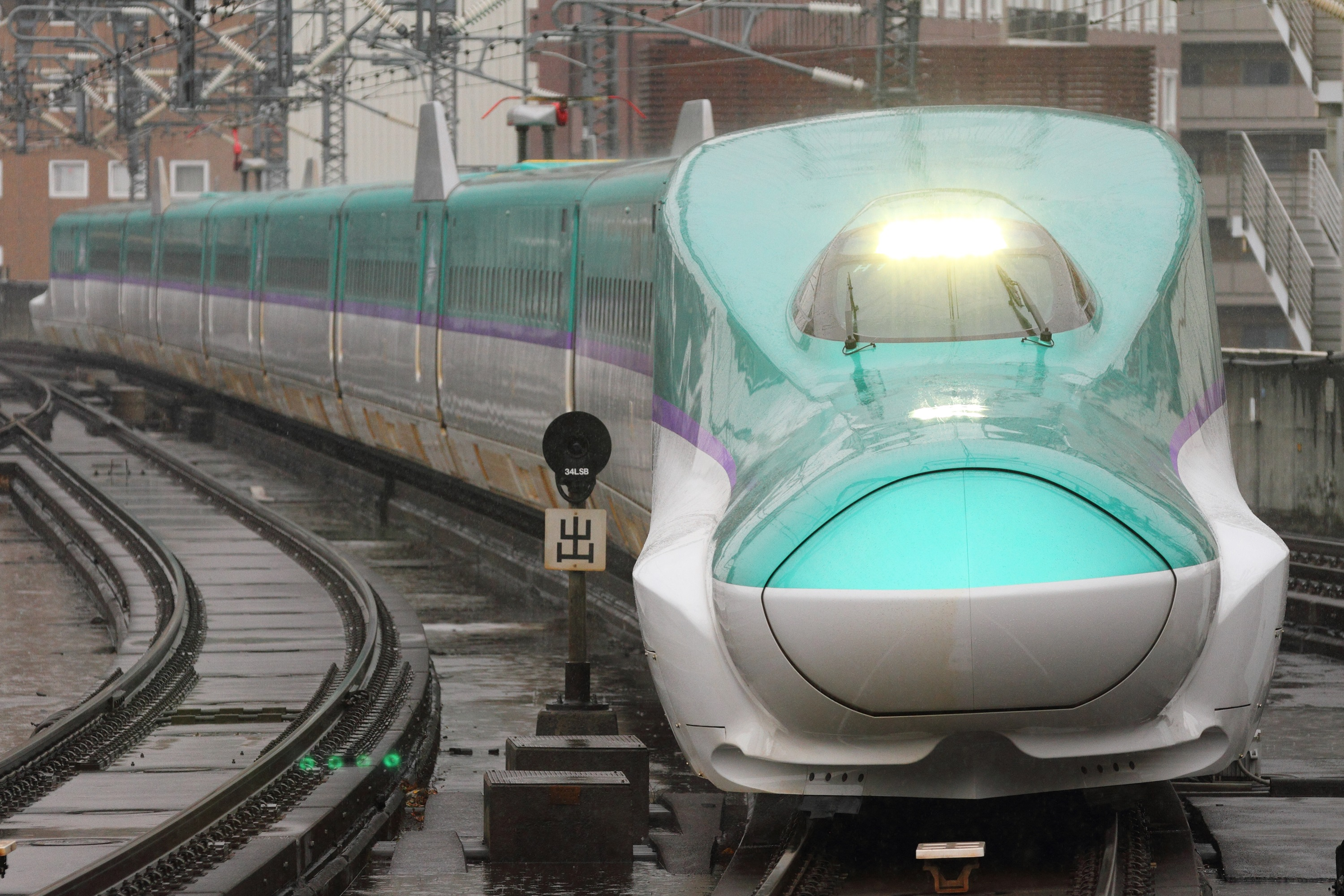
La serie H5 se puso a prueba con la composición H1 en noviembre de 2015

Los detalles de los nuevos trenes de la serie H5 pedidos fueron anunciados por JR Hokkaido en abril de 2014. El primer tren, el H1, se envió desde Kawasaki Heavy Industries en Kobe al Depósito de Hakodate en octubre de 2014. El segundo tren también se entregó en octubre de 2014.
En noviembre de 2014, JR Hokkaido anunció oficialmente los detalles de los logotipos laterales de la carrocería que se aplicarían a los trenes, combinando un contorno de Hokkaido con una imagen destinada a representar el halcón gerifalte como representante de la fauna de Hokkaido.

La prueba de funcionamiento a baja velocidad en las vías del Hokkaido Shinkansen comenzó el 1 de diciembre de 2014, alcanzando la velocidad máxima de 260 km/h el 26 de diciembre. Las pruebas de funcionamiento en el Tohoku Shinkansen al sur de Shin-Aomori comenzaron en noviembre de 2015.

## Listado de la flota

### E5
En junio de 2023, la flota era la siguiente:
| Número de la composición | Fabricante                     | Fecha de entrega         | Observaciones                                                                      |
| ------------------------ | ------------------------------ | ------------------------ | ---------------------------------------------------------------------------------- |
| U1                       | Hitachi/Kawasaki HI            | 15 de junio de 2009      | Composición de preserie, originalmente numerada S11, modificada en febrero de 2013 |
| U2                       | Kawasaki HI                    | 13 de diciembre de 2010  | Composiciones producidas en serie                                                  |
| U3                       | Hitachi                        | 31 de enero de 2011      | Composiciones producidas en serie                                                  |
| U4                       | Hitachi                        | 18 de febrero de 2011    | Composiciones producidas en serie                                                  |
| U5                       | Hitachi                        | 19 de agosto de 2011     | Composiciones producidas en serie                                                  |
| U6                       | Kawasaki HI                    | 27 de septiembre de 2011 | Composiciones producidas en serie                                                  |
| U7                       | Hitachi                        | 13 de octubre de 2011    | Composiciones producidas en serie                                                  |
| U8                       | Kawasaki HI                    | 14 de noviembre de 2011  | Composiciones producidas en serie                                                  |
| U9                       | Kawasaki HI                    | 5 de diciembre de 2011   | Composiciones producidas en serie                                                  |
| U10                      | Hitachi                        | 30 de enero de 2012      | Composiciones producidas en serie                                                  |
| U11                      | Kawasaki HI                    | 17 de febrero de 2012    | Composiciones producidas en serie                                                  |
| U12                      | Kawasaki HI                    | 2 de abril de 2012       | Composiciones producidas en serie                                                  |
| U13                      | Hitachi                        | 26 de abril de 2012      | Composiciones producidas en serie                                                  |
| U14                      | Kawasaki HI                    | 31 de mayo de 2012       | Composiciones producidas en serie                                                  |
| U15                      | Hitachi                        | 11 de junio de 2012      | Composiciones producidas en serie                                                  |
| U16                      | Hitachi                        | 26 de julio de 2012      | Composiciones producidas en serie                                                  |
| U17                      | Kawasaki HI                    | 24 de agosto de 2012     | Composiciones producidas en serie                                                  |
| U18                      | Kawasaki HI                    | 14 de septiembre de 2012 | Composiciones producidas en serie                                                  |
| U19                      | Kawasaki HI                    | 12 de octubre de 2012    | Composiciones producidas en serie                                                  |
| U20                      | Hitachi                        | 22 de noviembre de 2012  | Composiciones producidas en serie                                                  |
| U21                      | Kawasaki HI                    | 25 de diciembre de 2012  | Composiciones producidas en serie                                                  |
| U22                      | Hitachi                        | 31 de enero de 2013      | Composiciones producidas en serie                                                  |
| U23                      | Kawasaki HI                    | 22 de febrero de 2013    | Composiciones producidas en serie                                                  |
| U24                      | Hitachi                        | 28 de marzo de 2013      | Composiciones producidas en serie                                                  |
| U25                      | Kawasaki HI                    | 10 de abril de 2013      | Composiciones producidas en serie                                                  |
| U26                      | Hitachi                        | 30 de mayo de 2013       | Composiciones producidas en serie                                                  |
| U27                      | Kawasaki HI                    | 7 de junio de 2013       | Composiciones producidas en serie                                                  |
| U28                      | Hitachi                        | 26 de julio de 2013      | Composiciones producidas en serie                                                  |
| U29                      | Kawasaki HI                    | 7 de diciembre de 2015   | Composiciones producidas en serie                                                  |
| U30                      | Hitachi                        | 15 de enero de 2016      | Composiciones producidas en serie                                                  |
| U31                      | Kawasaki HI                    | 1 de febrero de 2016     | Composiciones producidas en serie                                                  |
| U32                      | Hitachi                        | 3 de febrero de 2017     | Composiciones producidas en serie                                                  |
| U33                      | Kawasaki HI                    | 16 de enero de 2017      | Composiciones producidas en serie                                                  |
| U34                      | Hitachi                        | 13 de octubre de 2017    | Composiciones producidas en serie                                                  |
| U35                      | Kawasaki HI                    | 19 de julio de 2017      | Composiciones producidas en serie                                                  |
| U36                      | Kawasaki HI                    | 25 de agosto de 2017     | Composiciones producidas en serie                                                  |
| U37                      | Kawasaki HI                    | 21 de septiembre de 2017 | Composiciones producidas en serie                                                  |
| U38                      | Kawasaki HI                    | 9 de febrero de 2018     | Composiciones producidas en serie                                                  |
| U39                      | Hitachi                        | 24 de agosto de 2018     | Composiciones producidas en serie                                                  |
| U40                      | Hitachi                        | 11 de enero de 2019      | Composiciones producidas en serie                                                  |
| U41                      | Kawasaki HI                    | 23 de marzo de 2018      | Composiciones producidas en serie                                                  |
| U42                      | Hitachi                        | 4 de febrero de 2019     | Composiciones producidas en serie                                                  |
| U43                      | Kawasaki HI                    | 4 de marzo de 2019       | Composiciones producidas en serie                                                  |
| U44                      | Hitachi                        | 29 de mayo de 2019       | Composiciones producidas en serie                                                  |
| U45                      | Hitachi                        | 25 de febrero de 2020    | Composiciones producidas en serie                                                  |
| U46                      | Kawasaki HI                    | 21 de septiembre de 2021 | Composiciones producidas en serie                                                  |
| U47                      | Kawasaki Railcar Manufacturing | 10 de abril de 2023      | Composiciones producidas en serie                                                  |
| U48                      | Kawasaki HI                    | 12 de junio de 2023      | Composiciones producidas en serie                                                  |
| U49                      |                                |                          | Composiciones producidas en serie                                                  |
| U50                      |                                |                          | Composiciones producidas en serie                                                  |
| U51                      |                                |                          | Composiciones producidas en serie                                                  |
| U52                      |                                |                          | Composiciones producidas en serie                                                  |
| U53                      |                                |                          | Composiciones producidas en serie                                                  |
| U54                      |                                |                          | Composiciones producidas en serie                                                  |
| U55                      |                                |                          | Composiciones producidas en serie                                                  |
| U56                      |                                |                          | Composiciones producidas en serie                                                  |
| U57                      |                                |                          | Composiciones producidas en serie                                                  |
| U58                      |                                |                          | Composiciones producidas en serie                                                  |
| U59                      |                                |                          | Composiciones producidas en serie                                                  |

### H5
En octubre de 2021, la flota de la serie H5 era la que figura en la tabla siguiente.
El conjunto H2 se retiró en abril de 2022 después de los daños sufridos causados por el terremoto de Fukushima de 2022. El tren se dio de baja en diciembre de 2022. Posteriormente se trasladó a un depósito del Shinkansen en Nanae (Hokkaido), donde se utilizaría para la capacitación del personal.
| Número de composición | Fabricante                | Fecha oficial de entrega |
| --------------------- | ------------------------- | ------------------------ |
| H1                    | Kawasaki Heavy Industries | 1 de noviembre de 2014   |
| *H2                   | Hitachi                   | 8 de noviembre de 2014   |
| H3                    | Kawasaki Heavy Industries | 23 de mayo de 2015       |
| H4                    | Kawasaki Heavy Industries | 3 de agosto de 2015      |

## Accidentes e incidentes
El conjunto H2 de la serie H5, junto con el conjunto Z9 de la Serie E6, operando como el servicio Yamabiko No. 223 con destino a la estación de Sendai, descarriló durante el terremoto de Fukushima de 2022 mientras viajaba entre las estaciones de Fukushima y de Shiroishi-Zaō. No se produjeron heridos a bordo.

## Exportación a la India
Los trenes de la serie E5 han sido elegidos para su uso en el corredor ferroviario de alta velocidad Mumbai-Ahmedabad planificado en 1,08 billones de ₹ en la India, cuya inauguración estaba programada para diciembre de 2027.